# Gelede Tram Lang

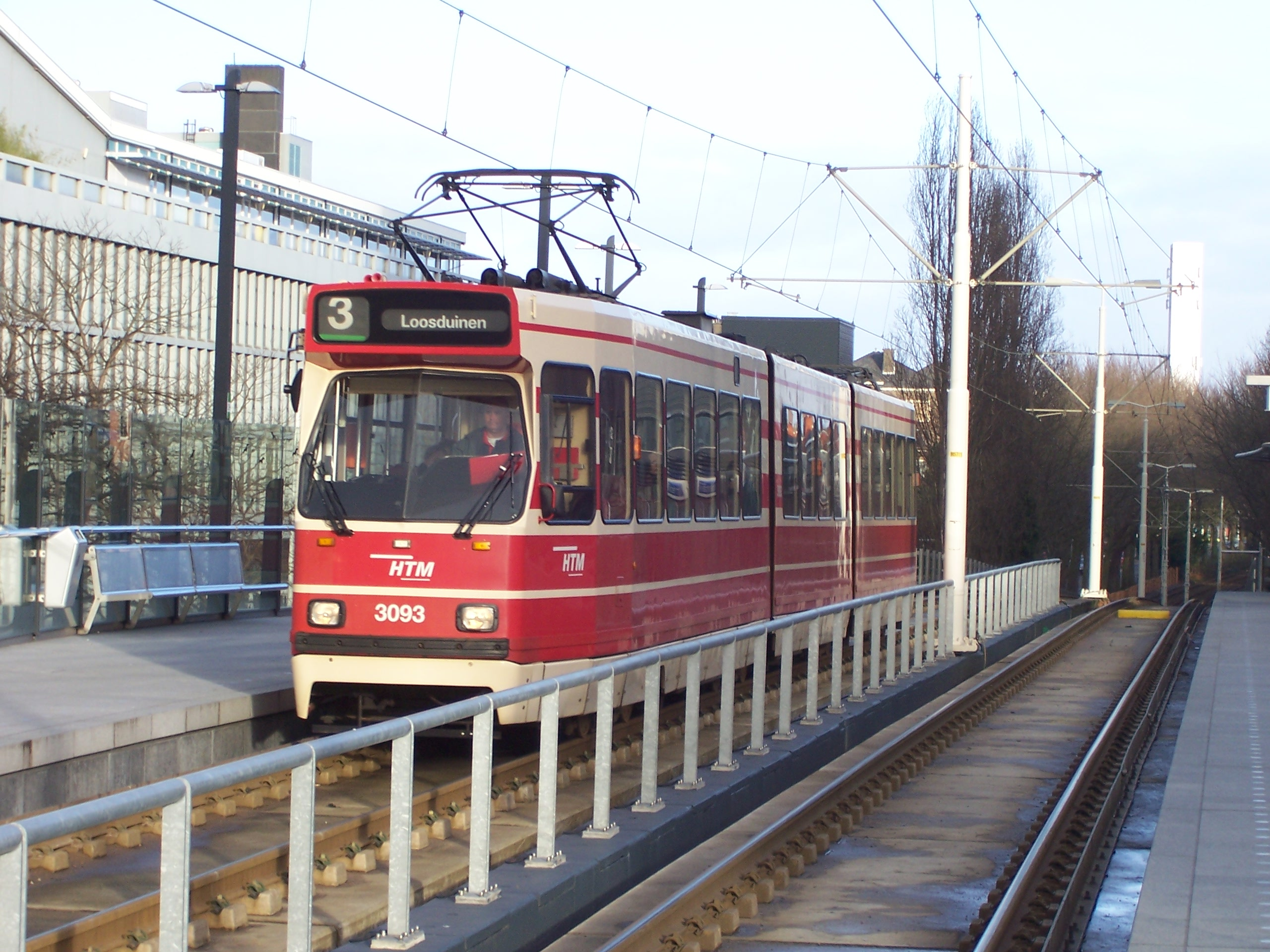
GTL 3093 uit de eerste serie in de oorspronkelijke uitvoering. Ternoot, Den Haag; 21 januari 2006.

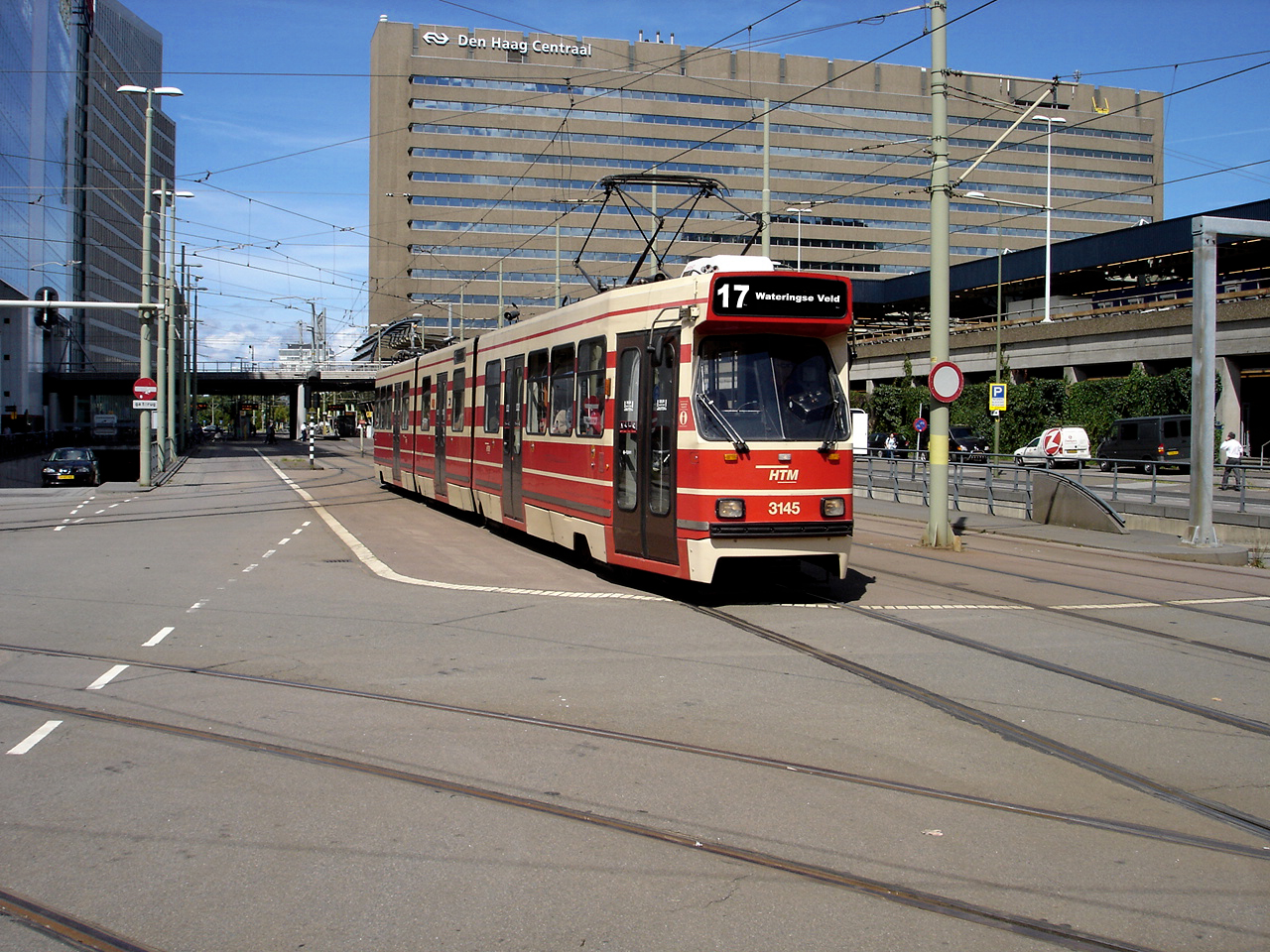
GTL 3145 uit de tweede serie met de oorspronkelijke lijn- en richtingfilms. Rijnstraat, Den Haag; 15 augustus 2007.

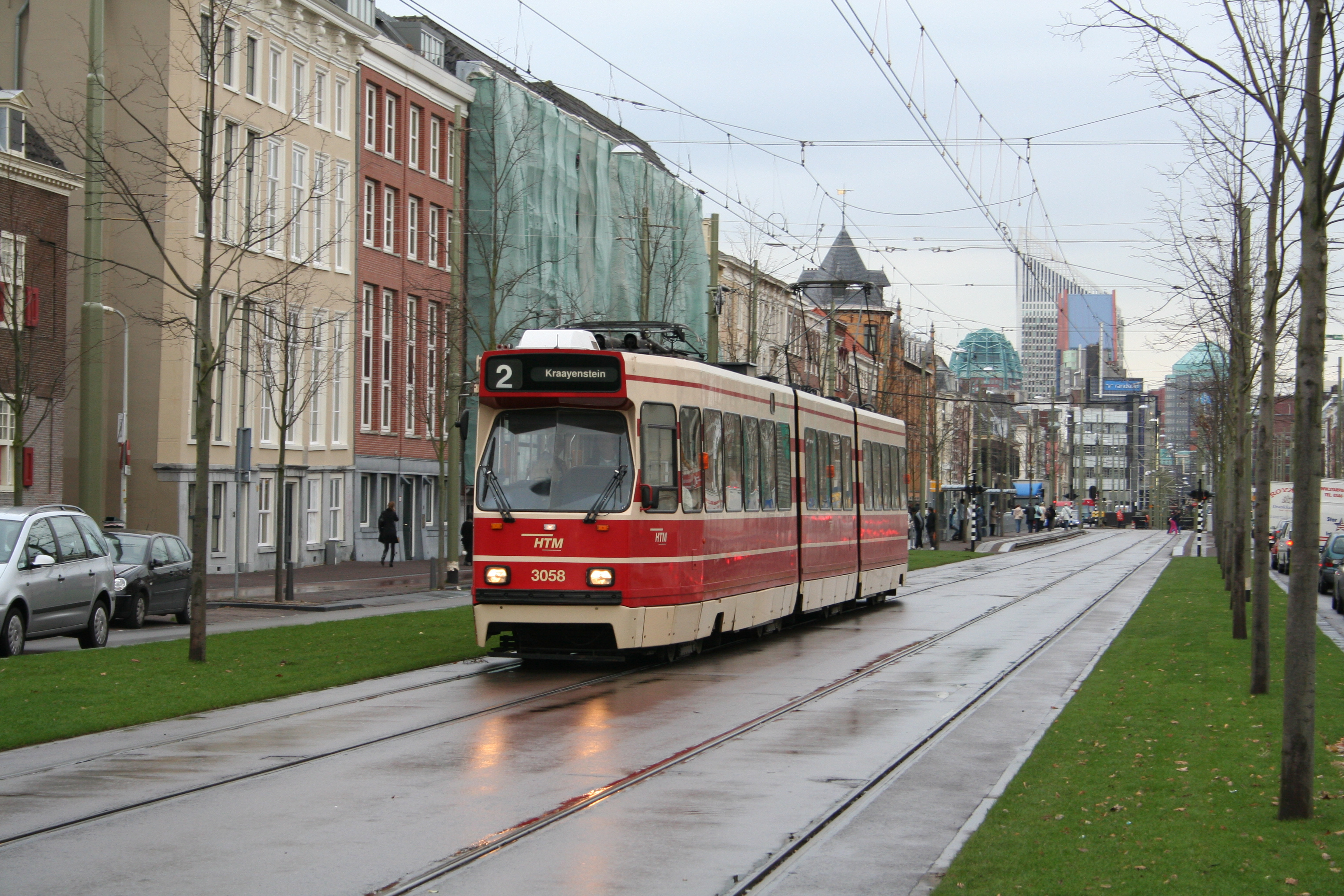
Een GTL-tram op de Prinsegracht in Den Haag; 16 november 2006.

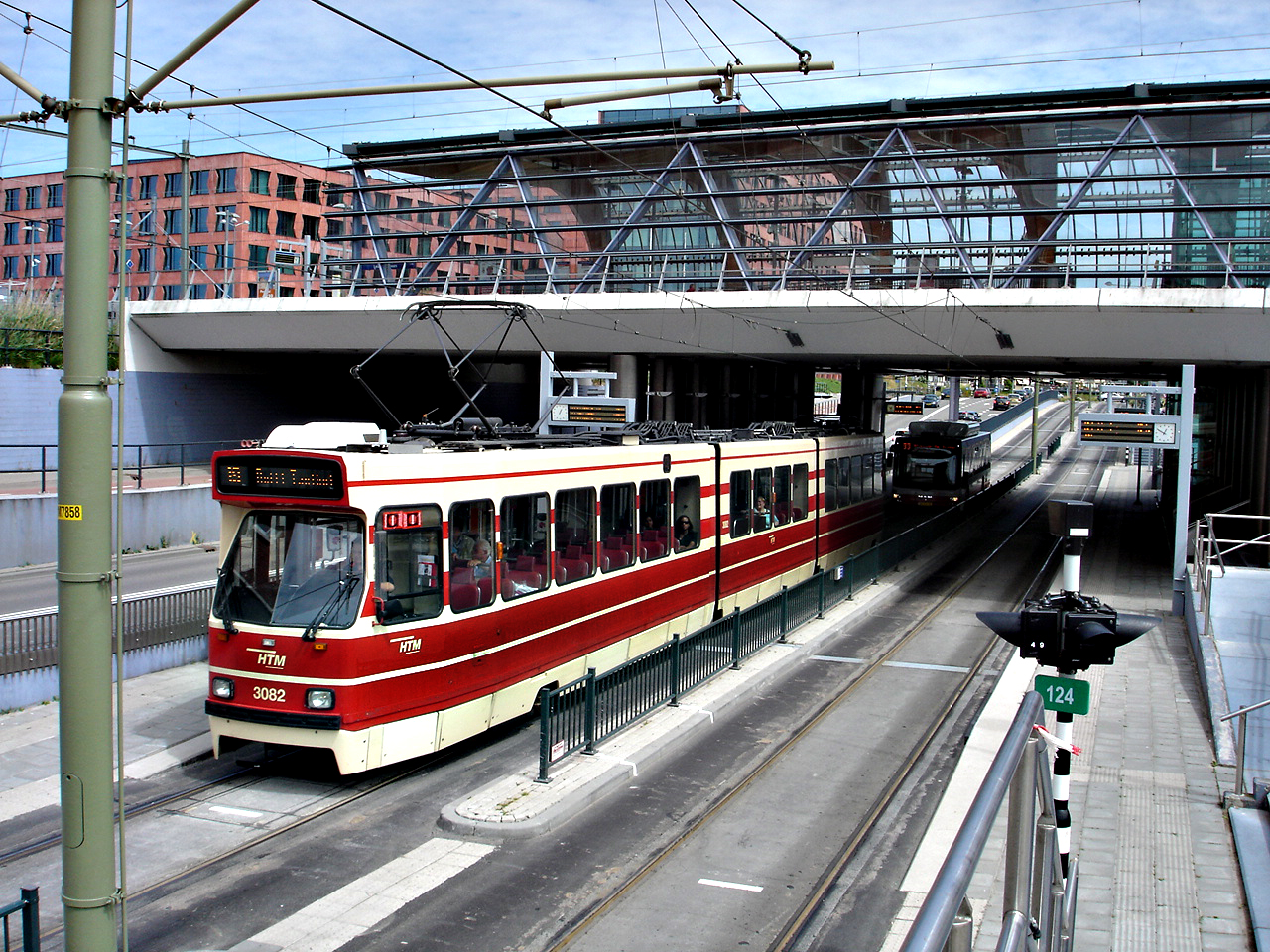
Lijn 19, eerste exploitatiedagen, Station Leidschenveen; juli 2010.

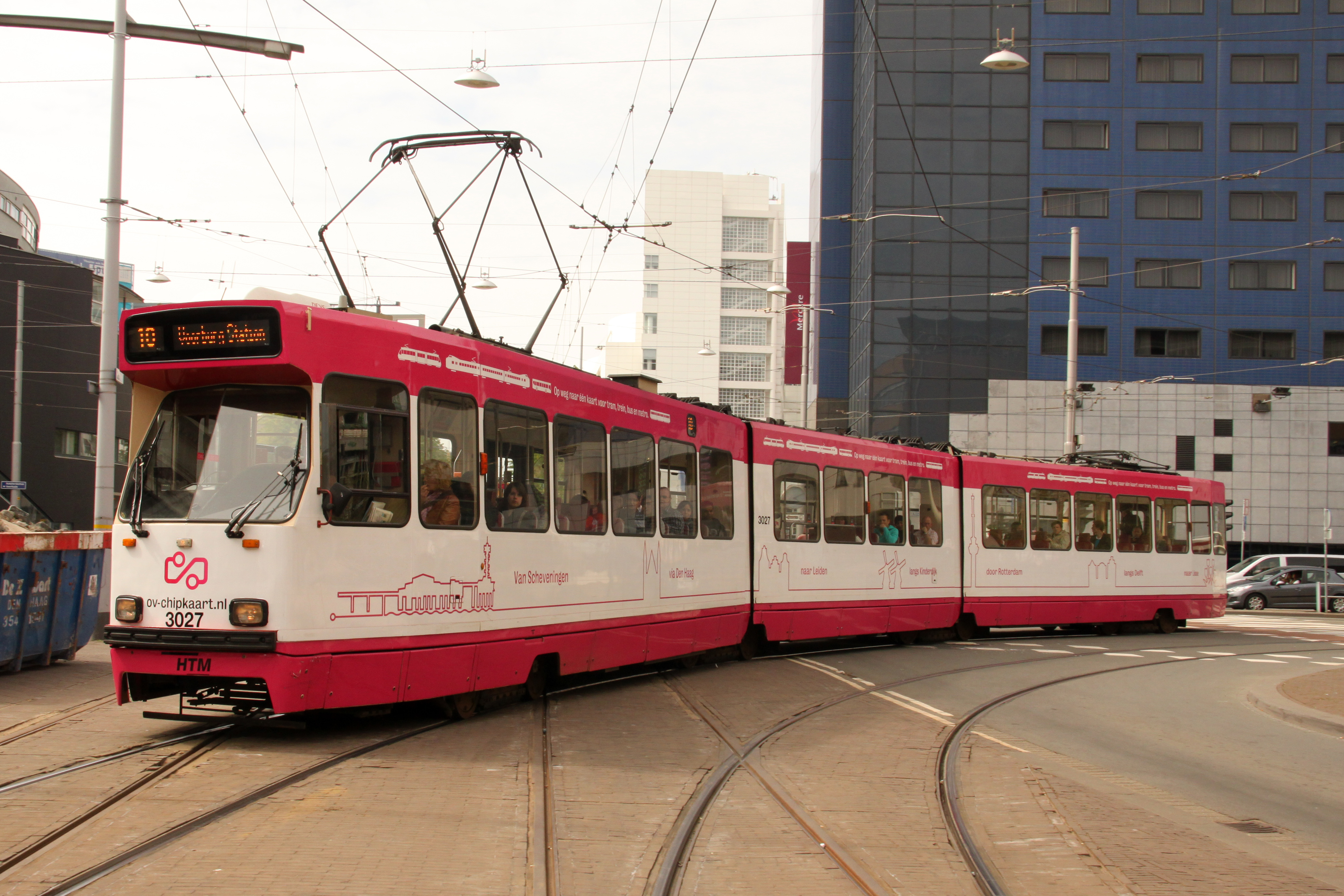
De 3027 met reclame voor de OV-chipkaart in het centrum van Den Haag; 20 mei 2010.

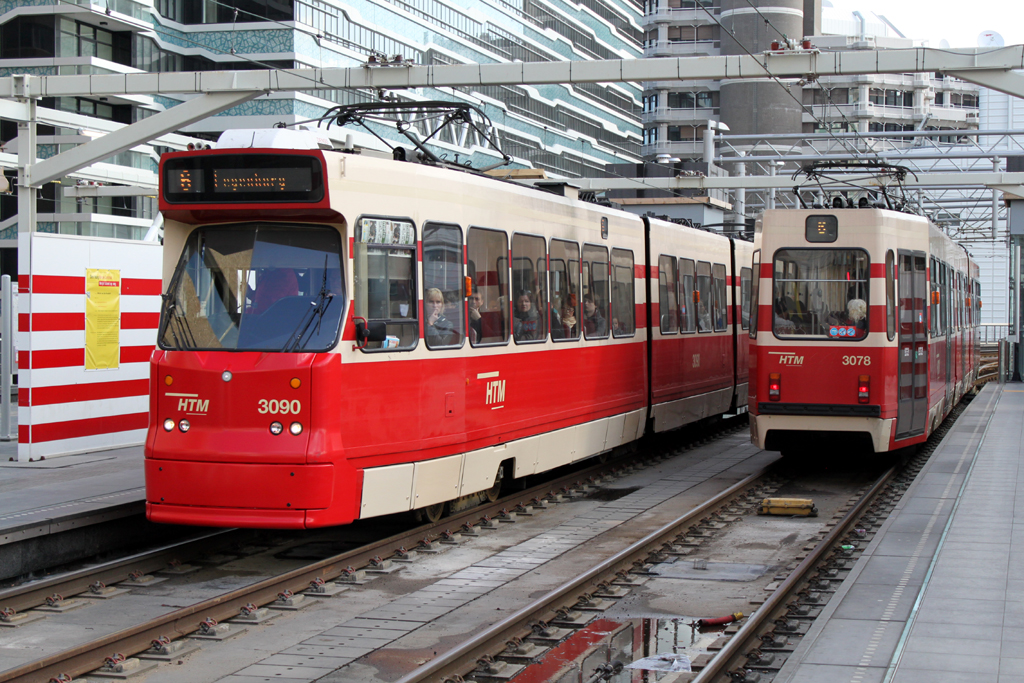
GTL 3090 met zachte neus en 3078 op Station Den Haag Centraal; 27 april 2012.

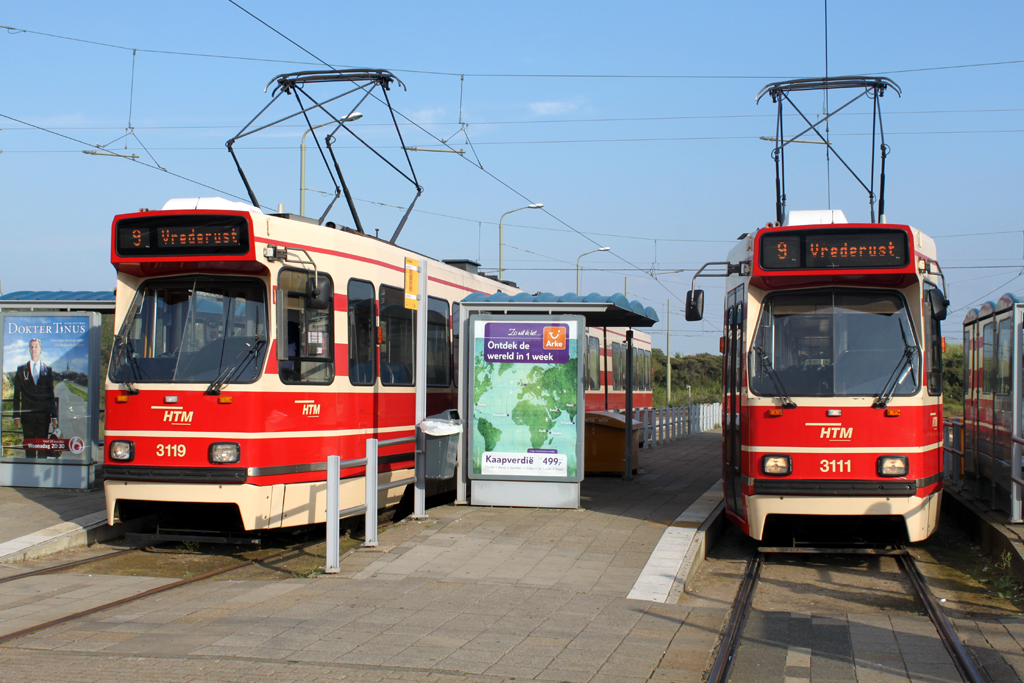
GTL 3119 en 3111 aan het eindpunt van lijn 9 in Scheveningen; 23 augustus 2012.

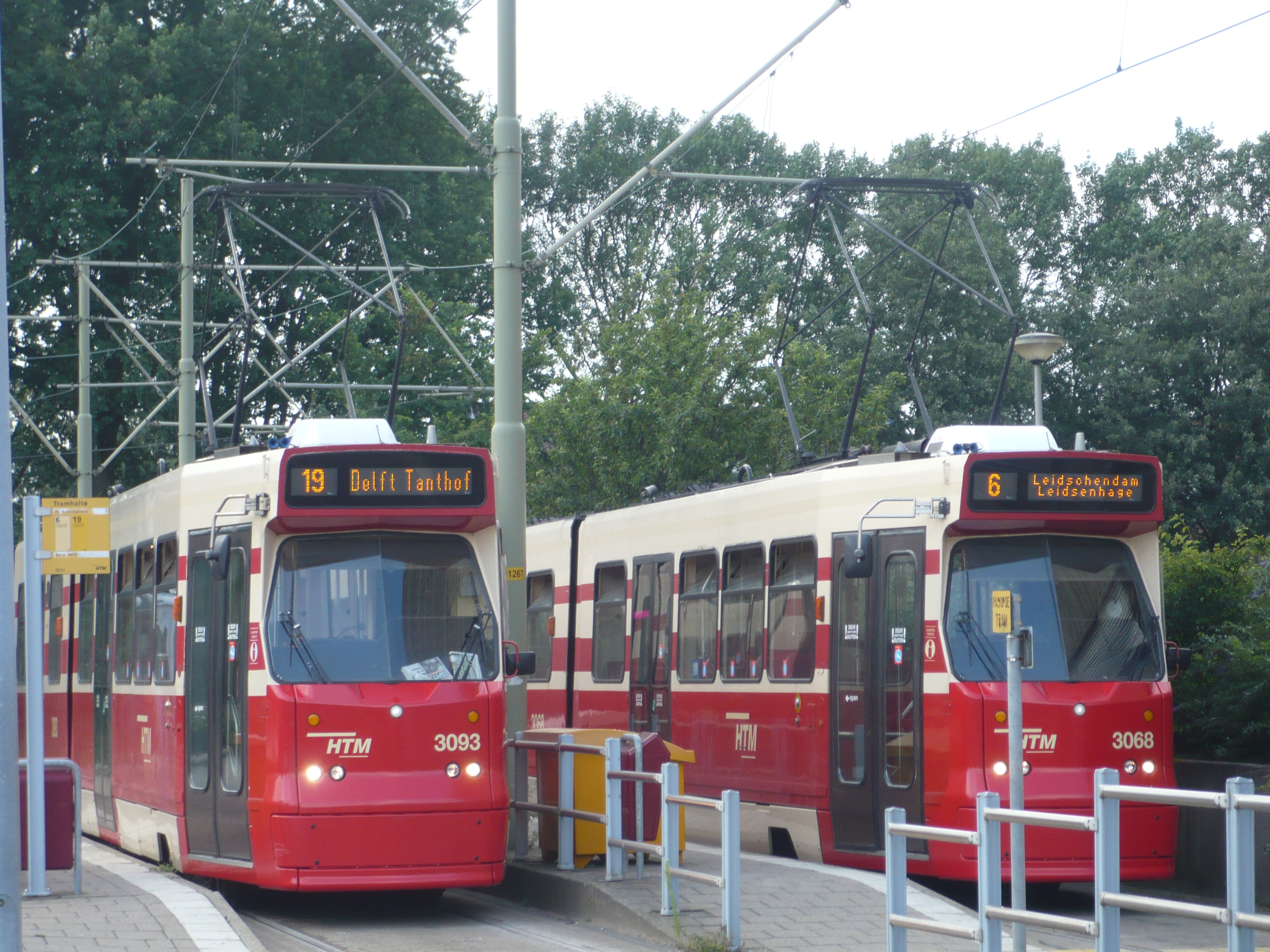
GTL 3093 en 3068 na diverse wijzigingen bij MCH Antoniushove in Leidschendam; 6 juli 2012.

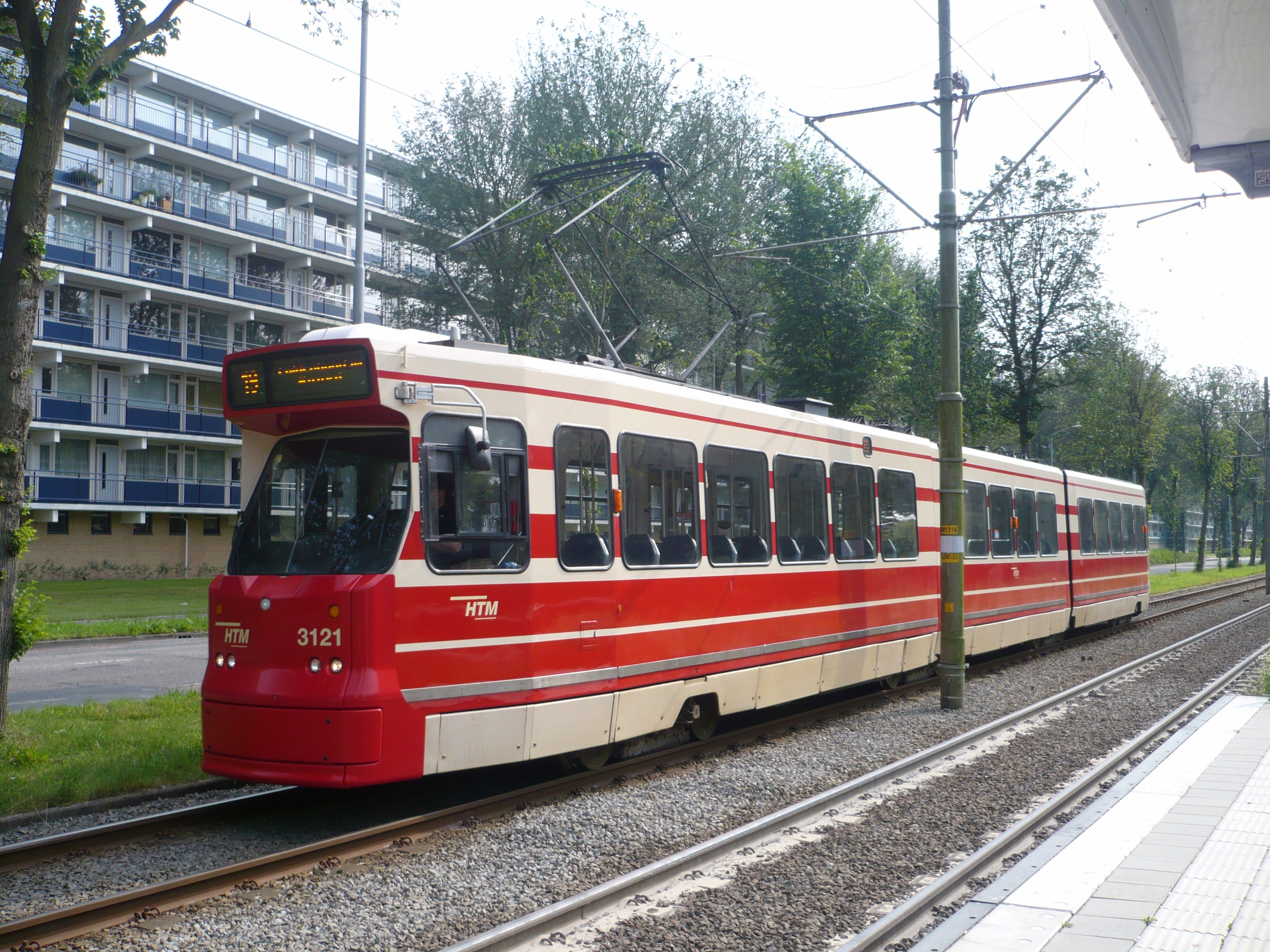
GTL 3121 op tramlijn 19 richting Leidschendam Noord. Dillenburgsingel; 6 juli 2013.

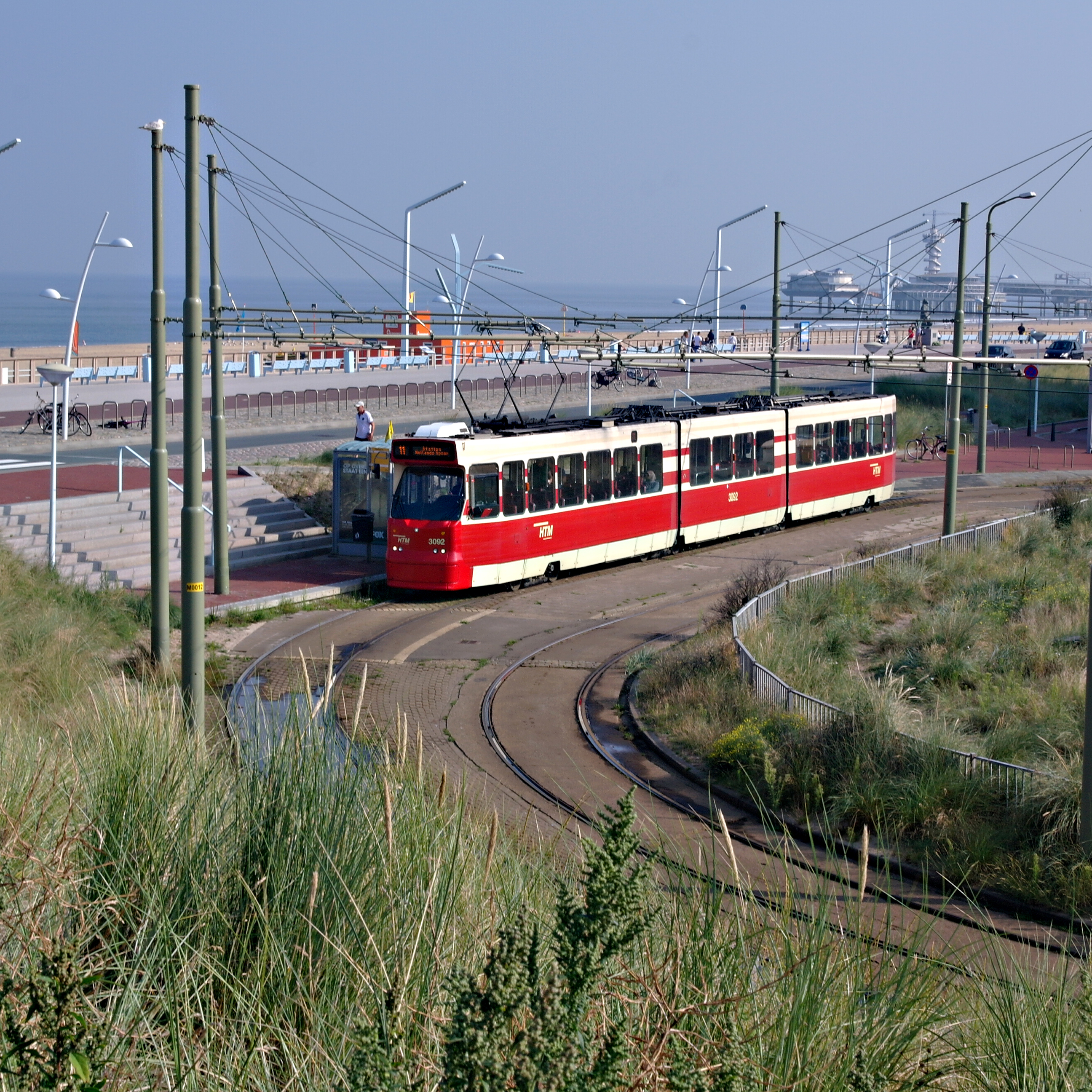
GTL 3092 op tramlijn 11 aan het eindpunt Scheveningen-Strandweg met uitzicht op de Noordzee; 23 augustus 2013.

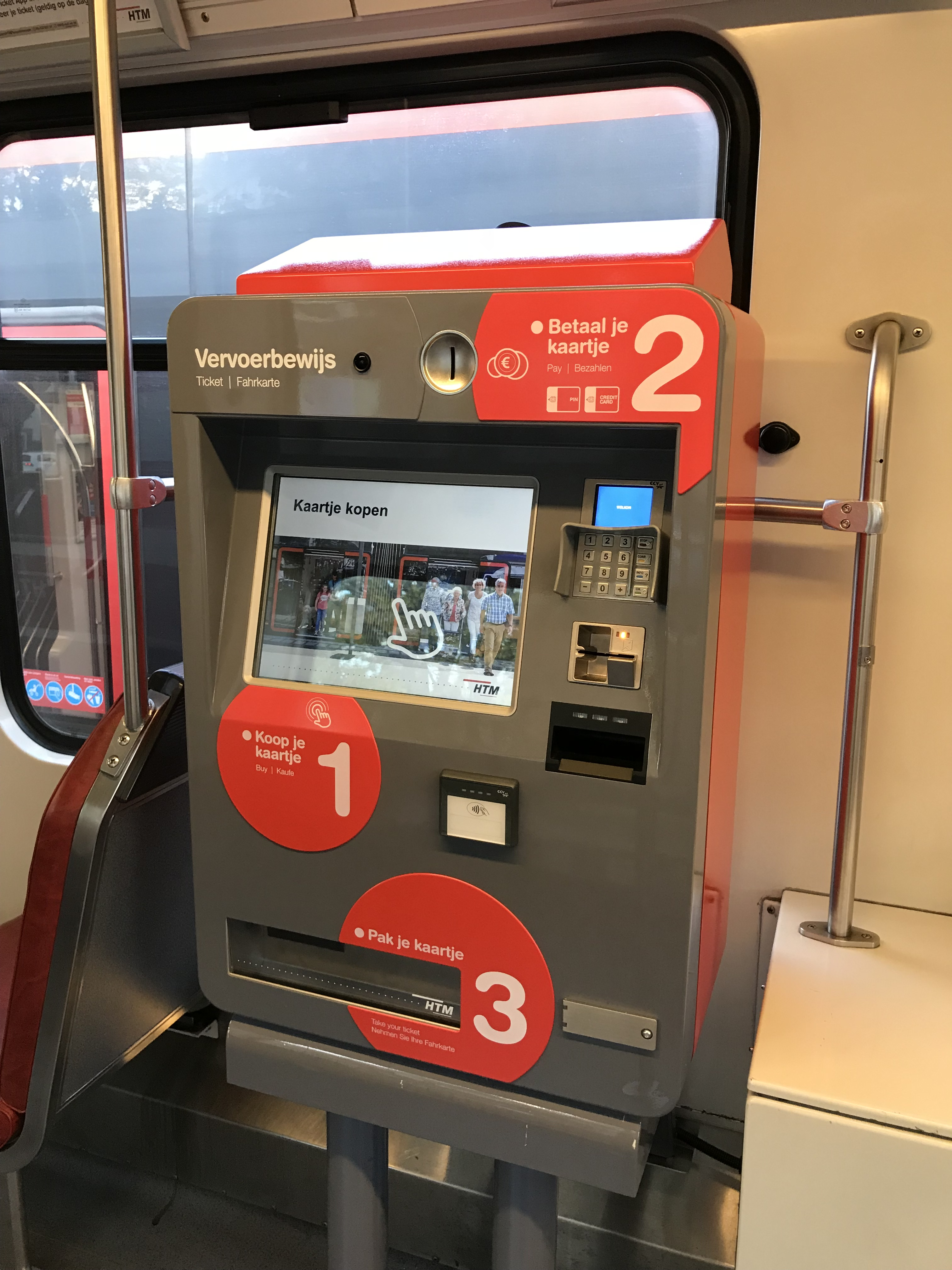
Kaartjesautomaat in GTL 3113 op tramlijn 12; 28 september 2018.

De achtassige Gelede Tram Lang (GTL8) is een trammodel van het Haagse stadsvervoerbedrijf HTM.

## GTL8
De "8" in de benaming GTL8 staat voor de 8 aangedreven assen, met 8 motoren van elk 45 kW. De elektromotoren werden geleverd door ACEC (nu: Alstom) uit Charleroi. De elektrische installatie was van HOLEC - Smit, Ridderkerk (nu eveneens Alstom). De GTL (3000-serie) is 28,6 meter lang en was daarmee in de jaren 80 de langste tram in Nederland. De gemiddelde draaistelafstand is ca. 7,2 meter, in plaats van de gebruikelijke hart-op-hart afstand van rond de 6 meter.

### De GTL8-I
In de jaren 1981-1984 bouwde La Brugeoise et Nivelles (BN - nu: Bombardier) in Brugge een serie van 100 gelede trams (type GTL8) voor de HTM.
Oorspronkelijk lag het in de bedoeling om 65 GTL's aan te schaffen (serie 3001-3065). Zij waren bestemd ter vervanging van de PCC-cars 1003-1024 uit 1952 en ter uitbreiding van het wagenpark (lijn 2 naar Kraayenstein zou in 1983 geopend worden). Voorts waren er plannen om de PCC's 1301-1340 en 2101-2130 te verbouwen tot 35 gelede trams.
Uiteindelijk wilde de HTM nog 35 GTL's bestellen in plaats van de relatief dure verbouwing van de 1300/2100-serie tot gelede trams. Het Ministerie van Verkeer en Waterstaat gaf hiervoor geen toestemming. Daarom opperde de HTM het plan de B3-draaistellen en elektromotoren van de PCC's uit de 1300/2100-serie te gebruiken bij de bouw van de GTL's 3066-3100. De 1300/2100-serie zou dan oudere B3-draaistellen krijgen van de te slopen PCC's 1201-1240 uit 1963 en BN-draaistellen van 30 te slopen 1100'en uit 1957/1958. Uiteindelijk gaf het ministerie hiervoor groen licht.
De 100 GTL's werden per spoor in Den Haag afgeleverd. In 1982 liep het afleveringstransport een keer volledig mis. GTL 3022 werd op het Hobbemaplein gegrepen door de trein die GTL 3046 kwam afleveren. De A-bak van de 3022 raakte bij deze aanrijding zeer zwaar beschadigd. Uiteindelijk zou BN een nieuwe A-bak voor de 3022 bouwen.
Met de indienststelling van de 3001-3100 werd het OV-geel verlaten. De nieuwe GTL's waren overwegend rood en hadden beige banen. Deze kleurstelling paste bij die van de standaardbussen (type DAF/Hainje CSA-II) die de HTM in de jaren 1984-1988 in dienst stelde.

### De GTL8-II
Aan het begin van de jaren 90 waren de overgebleven PCC's uit de 1300/2100-serie aan een grote revisie toe. De HTM besloot deze revisie niet uit te voeren. Het werd goedkoper geacht deze PCC's samen met de overgebleven (en inmiddels afgeschreven) PCC's uit de 1100-serie (en de gemoderniseerde maar stokoude 1001 en 1002) te vervangen door nieuwe GTL's. Een van de redenen waarom de HTM van alle PCC's af wilde, was dat het rijden met koppelstellen in treinschakeling niet meer verantwoord werd geacht. In de aangekoppelde PCC's vond namelijk vandalisme plaats.
Een deel van de nieuw te bouwen GTL's zou voorzien worden van de draaistellen van de PCC's uit de 1300/2100-serie (uitsluitend de PCC's die in de jaren 80 de B3-draaistellen van de 1200-serie hebben gekregen). Ook zou de C-bak een lage vloer krijgen,
hiervoor was in 1988 door de centrale werkplaats een lagevloer-middenbak in eigen beheer gebouwd die op proef in een 3000 werd geplaatst. In tegenstelling tot Amsterdam dat ook een proef hield zag men in Den Haag naderhand van de lagevloer-middenbak af.
In 1990 werd besloten 34 nieuwe trams aan te schaffen. In verband met de op handen zijnde invoering van de OV-studentenkaart werd dit aantal omhoog gebracht naar 37. In 1991 werd besloten nog eens tien GTL's te bestellen. Dit bracht het aantal op 47 nieuwe trams. De nieuwe GTL's werden uiteindelijk in 1992/1993 in Den Haag per dieplader afgeleverd.
In vergelijking met de GTL's uit de 3000-serie waren de 3100'en een fractie langer. Ook beschikten zij over een ander type deuren (geen vouwdeuren, maar zwenkzwaaideuren), hadden ze een extra filmkast (voor de eindbestemming) in de C-bak en hadden ze een ander interieur (blauwe stoffen bekleding op de bankjes in plaats van donkerbruin skai uit de 3000-serie). Voorts kreeg de GTL8-II een automatische halteafroep en werden statische - in plaats van roterende - omvormers toegepast. Het grootste uiterlijke verschil was de kleurstelling van de nieuwe GTL's. Het rood met beige banen had plaats gemaakt voor donkerblauw met wit en gele deuren. Vanaf 2002 werden echter ook deze trams overgespoten in de rode met beige kleur en kregen ze hetzelfde interieur als de eerdere rode GTL's.

## Technische beschrijving van de GTL's
De GTL's hebben net als hun voorgangers, de Haagse PCC's, voetbediening en PCC-draaistellen. De GTL8 is de eerste grote materieelserie in Nederland (ook in Europa na de TW6000-serie van de Tram van Hannover
(Üstra) met een thyristorchopper-tractieschakeling, voorzien van geavanceerde 'pulssturing' met RCT-serieresonante stroomcommutatie naar HTM-ontwerp. Deze tractieschakeling is later, door HOLEC, overgenomen in de uitrusting van het ICM-choppermaterieel van NS.
In tegenstelling tot genoemd Intercitymaterieel is met de GTL8-trams ook terugwinning van remstroom mogelijk. Door deze recuperatie wordt een totale energiebesparing van 30 tot 35% verkregen. Dat is ongeveer het dubbele van het TW6000-trams, waarvan de HTM een aantal exemplaren in dienst heeft gehad.
Vanaf 1987 zijn anders geveerde pantografen gemonteerd. Deze zijn voorzien van een elastisch (kool)-sleepstuk met een zogenaamd fictief draaipunt boven de rijdraad. Het doel hiervan is vermindering van de slijtage wegens het soepeler volgen van oneffenheden in de bovenleiding.
De 3001-3065 werden afgeleverd met nieuwe PCC-draaistellen van het type BN, een verbeterde versie van het draaistel dat onder de serie 1100 was geplaatst. Alle overige GTL's kregen B3-draaistellen, waarvan de meeste hergebruikt zijn, afkomstig van de series 1200, 1300 en 2100. Er zijn in 1992/'93 echter ook nieuwe B3-draaistellen gebouwd voor 27 rijtuigen GTL8-II.
Bij alle GTL's worden acht PCC-gelijkstroommotoren toegepast van het type 1432 van Westinghouse resp. de Europese licentiehouder ACEC. Het vermogen per motor is 41 kW, bij de nieuwste exemplaren 45 kW; dit laatste dankzij een verbeterde isolatie. Veel van deze motoren zijn afkomstig van de HTM-series 1000, 1100, 1200, 1300 en 2100. Een aantal is zelfs tweedehands overgenomen van de MIVB en de San Francisco Muni.
De Amsterdamse BN-trams 11G en 12G (series 817-841 en 901-920) waren voor een belangrijk deel gebaseerd op de Haagse GTL's, nadat de Haagse GTL 3069 in 1987 ruim twee weken in Amsterdam had proefgereden ten dele ook met passagiers. De Amsterdamse versie had echter andere afmetingen (op grond van het ruimteprofiel dat beperkter is dan in Den Haag) en maakte gebruik van draaistroommotoren in plaats van gelijkstroommotoren zoals de GTL.
De tram heeft een remsysteem met een elektrische motorrem en een hydraulische veertrommelrem, alsmede een magnetische railrem met een remvermogen van 60 kN (kilonewton). De versnelling van de tram is maximaal 1,3 m/s² en de vertraging is maximaal 1,5 m/s². De noodremming van de tram is ongeveer 4,2 m/s². Zowel de elektrische aandrijving als de remsystemen van de twee gescheiden tractie-installaties, worden aangestuurd door een (voor die tijd) geavanceerde thyristor-chopper. Er zijn dus 2 aparte choppers, met in totaal 2 x (4 x 45 kW) = 2 x 180 kW gemiddeld vermogen, het aanzet-/remvermogen bedraagt ca. 300 kW per chopper, nl. 500 A bij 600 V nominaal.
De wieldiameter van de wielen bedraagt 25" ofwel 635 mm.

## Aanpassingen in de loop der jaren
- In het begin van de jaren 90 werd de donkerbruine skai-bekleding op de bankjes van de GTL's uit de 3000-serie vervangen door rode skai-bekleding.
- In diezelfde tijd kregen de GTL's uit de 3000-serie het HTM-logo op het front.
- Om vandalisme te voorkomen en de veiligheid te vergroten begint in 1993 op lijn 6 een proef waarbij het achterste gedeelte 's avonds wordt afgesloten met een schuifdeur en dan niet toegankelijk is. De passagiers dienen, net als bij de bus, bij de voorste deur in te stappen en hun plaatsbewijs aan de bestuurder te tonen, af te laten stempelen of een kopen. Uitstappen kan alleen door de middelste deuren. Later wordt deze proef op alle lijnen ingevoerd, behalve lijn 3 die 's-avonds nog een druk vervoer heeft. Men hoeft echter niet meer verplicht door de voorste deur in te stappen en zijn plaatsbewijs aan de bestuurder te tonen. Later verwaterde deze regeling weer omdat het regelmatig voorkwam dat passagiers moesten staan terwijl in het achterstuk nog alle zitplaatsen onbezet waren.[5] Vanaf 2010 werd de schuifdeur geleidelijk buiten gebruik genomen en verwijderd.
- Rond 1996 werd de blauwe stoffen bekleding op de bankjes van de GTL's uit de 3100-serie vervangen door blauwe skai-bekleding.
- Bij de grote revisie van de GTL's uit de 3000-serie werden de losse rem/sluitlichten, knipperlichten en achteruitrijlichten vervangen door één achterlichtunit.
- Vanaf 2001 kreeg de 3100-serie de roodbeige kleurstelling die de 3000-serie al sinds de aflevering heeft, zodat alle GTL's nu dezelfde herkenbare kleur hebben, afgezien van incidentele reclame-uitmonsteringen.
- Vanaf 2004 kregen de GTL's van de 3000-serie moderne zwenkschuifdeuren in plaats van vouwdeuren. Aanleiding hiervoor was de openstelling van de tramtunnel: omdat de vouwdeuren eenvoudig met de hand open te duwen waren, werd dit te gevaarlijk geacht in de tunnel.
- Ook zijn er vanaf 2004 veel GTL's voorzien van een airconditioningsunit op het dak boven de bestuurderscabine, om de werkomstandigheden van de trambestuurder tijdens zomerse dagen aangenamer te maken.
- In 2004 zijn de trams die worden ingezet op de lijnen door de tramtunnel voorzien van ARI (Automatische Rem-Ingreep), een soort treinbeïnvloeding.
- In december 2006 is de eerste GTL (nr. 3116) van digitale lijn- en bestemmingsdisplays voorzien, ter vervanging van de koersrollen. Vanaf begin 2007 zijn meer trams hiermee uitgerust.
- In april 2007 is dezelfde GTL 3116 - gedurende enkele dagen - voorzien van een nieuwe neus, die veiliger zou zijn bij een aanrijding met voetgangers, en kreeg een wit-rode kleurstelling, die vergelijkbaar is met de trams van RandstadRail. In eind september/begin oktober 2012 kwam een eind aan dit kleurenschema.
- In 2007 zijn veel GTL's voorzien van het zogenaamde Visiotainment-systeem. Visiotainment is een nieuw halteafroepsysteem in de tram aan de hand van displays.
- In 2009 en 2010 werd bij alle GTL's het VECOM-systeem vervangen door een EBS-systeem. Dit is bedoeld voor de trambestuurders en regelt het verkeer en de routes. Ook werd het halteafroepsysteem vervangen door een nieuwe systeem. De displays van het Visiotainment-systeem werden deels aangepast. De 3001-3044, 3046, 3047, 3055 en 3096 kregen in plaats van de displays een nieuwe lichtkrant.
- Twee GTL's (3047 en 3048) zijn (in 2011 t/m 2014) voorzien van een nieuw type pantograaf dat ook bij de Haagse RegioCitadis (RandstadRail) voertuigen is toegepast. In 2013 werd de ook 3131 voorzien van andere pantograaf.
- Op 7 juni 2011 werd de GTL 3080 als eerste tram met zachte neus en een gewijzigd kleurenschema aan de media gepresenteerd.
- In 2011 en 2012 hebben 50 GTL's een Levensduur Verlengend Onderhoud (LVO) gekregen: 3045, 3048, 3050, 3052 t/m 3054, 3056 t/m 3095 en 3097 t/m 3100. Deze trams kregen binnen nieuwe LED-lampen en een nieuwe zachte neus.
- 44 GTL's kregen een nieuwe kleurenschema (zonder smalle banden): 3045, 3048, 3050, 3052, 3053, 3057 t/m 3068, 3070 t/m 3075, 3077 t/m 3082, 3084, 3086 t/m 3095, 3097 t/m 3100.
- Op 31 oktober 2012 werd de eerste gereviseerde GTL-II midlifetram (GTL 3129) gepresenteerd. Ook deze heeft een nieuwe zachte neus. Ook zijn de schortplaten, de deuren en het kleurenschema opnieuw geschilderd. Verder heeft de tram nieuwe ruiten, binnen nieuwe LED-lampen, een nieuwe vloer en de blauwe skaibekleding van de stoelen is vervangen door een rode skaibekleding.
- 47 GTL's (3101 t/m 3147) kregen van mei 2012 t/m mei 2015 een grote revisie van zowel buiten- als binnenkant. Bij alle trams werden de verflaag aan de buitenkant en alle ruiten verwijderd. Er werden een nieuwe verflaag met dezelfde kleurenschema, nieuwe ruiten en nieuwe LED-lampen aangebracht. Verder kreeg de tram een nieuwe vloer en de techniek werd verbeterd. Na het grote onderhoud kregen de stoelen een rode skaibekleding en werden er nieuwe schortplaten aangebracht. Ook werden de deuren en het mechaniek vervangen en de rechterbuitenspiegel werd vervangen door twee camera's aan de buitenzijde. De vierpootpantograaf werd vervangen door een eenbenige halve pantograaf. Tijdens de revisie kregen de trams (eventueel) een nieuwe zachte neus, die van een betere kwaliteit is gemaakt.[6]
- In 2011 en 2012 heeft de HTM alle trams ontdaan van de tweede pantograaf, die op de B-bak was gemonteerd. Dit in verband met bezuinigingen op de onderhoudskosten.
- Tussen juli en september 2018 werden 70 GTL's voorzien van een kaartjesautomaat. Deze kaartjesautomaat is dezelfde type als van de Avenio, waar naast contant geld ook met een pinpas of creditcard op diverse manieren betaald kunnen worden. De kaartjesautomaat staat halverwege in de tram en daarvoor moest één zitplaats verwijderd worden. Vanaf 1 oktober 2018 stopte de kaartjesverkoop bij de trambestuurder en moest de reiziger gebruik maken van de kaartjesautomaat. Dit om de veiligheid te verbeteren voor de trambestuurders.
- In 2020 zijn in alle GTL's schotten geplaatst en de voorste deur voor reizigers met de twee voorste zitplaatsen afgesloten om de bestuurder te beschermen tegen coronabesmetting[7].
- In de eerste helft van 2021 werden bij 61 GTL's de verouderde OV-chipkaartlezers vervangen voor nieuwe lezers. Daarnaast werden de bijbehorende bekabeling en apparatuur vervangen voor een nieuwe.
- In 2023 zijn bij de GTL’s 3071, 3072, 3073, 3080, 3092, 3095 en 3098 de coronaschotten verwijderd en vervangen door een cabinedeur. Reizigers mogen in die trams de voorste deur en de twee voorste zitplaatsen weer gebruiken.[7] Vanaf juni 2024 werden bij de resterende trams die nog in dienst zijn de coronaschotten vervangen voor een cabinedeur.
- Vanaf voorjaar 2023 werd bij het beginpunt van de lijn het aantal vertrekminuten vertoond op de bestemmingsfilm, bijvoorbeeld "Vertrek over: 5 minuten", "Vertrek binnen: 1 minuut" en "Gaat vertrekken".

## Problemen sinds 2007
In het voorjaar van 2007 ontstonden problemen met de draaistellen van veel GTL8-rijtuigen door een combinatie van factoren:
- de ouderdom van een groot aantal draaistellen (op dat moment 33 à 44 jaar);
- kwalitatieve tekortkomingen van de laatst geleverde draaistellen uit 1992/'93;
- de moeizame verkrijgbaarheid van onderdelen (de HTM nam PCC-cars van de Tram van Marseille over om essentiële onderdelen te kunnen hergebruiken);
- extreme slijtage aan de wielflenzen door een nieuw gekozen railprofiel;
- het medegebruik (sinds 2006) van sporen door de RegioCitadis van RandstadRail, waarvan de draaistellen een geheel andere rijkarakteristiek vertonen.

GTL8 is in de regio berucht om de geluidsoverlast die veroorzaakt wordt op bochtige trajecten. Dit probleem is onderkend door HTM, er werden sproei-installaties geplaatst op de keerlussen van lijn 11 in Scheveningen en lijn 16/17 op de keerlus in Wateringen. Deze worden door de trambestuurder bediend. Zodra de rails nat zijn is er geen geluidsoverlast, idem als de buitentemperatuur onder het vriespunt daalt. Geluidsoverlast werd ervaren in Delft (Spoorzone en Tanthof) en Nootdorp. Hier zijn geen sproei-installaties geplaatst. Sinds de ingebruikname van het definitieve traject in de Spoorzone in 2015 is hier geen geluidsoverlast meer. De bocht bij de tramtunnel naast het station Hollands Spoor heeft een reputatie lawaaiig te zijn.
Na enkele ontsporingen en uitval van materieel werd een noodprogramma opgesteld. Hierbij werden zowel de trambaan als alle draaistellen gecontroleerd en waar nodig gerepareerd. De inzet van de GTL8-rijtuigen werd uitdrukkelijk toegewezen aan bepaalde trajecten, waarbij sommige lijnen tijdelijk moesten worden opgeheven of in tweeën geknipt.
Sinds de herfst van 2007 leken de problemen opgelost, maar na nieuwe ontsporingen in de zomer van 2008 maakte HTM bekend "dat een deel van het probleem ligt bij de verouderde onderstellen van trams".

## Verbouwing tot pekelwagen

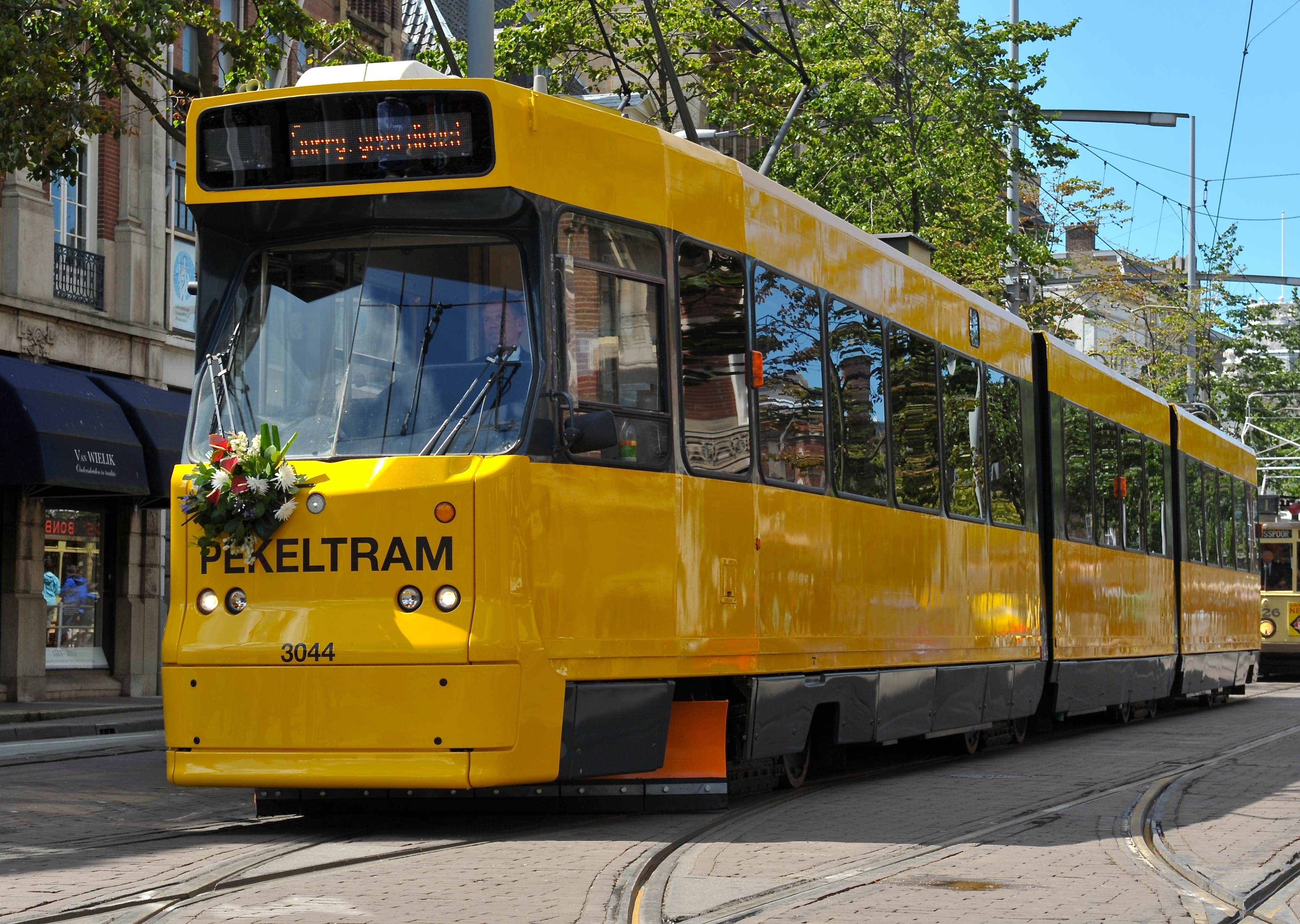
De 3044 verbouwd tot pekeltram, tijdens de optocht ter gelegenheid van 150 jaar Haagse tram.

De 3005, 3027, 3031 en 3034 werden in 2011 verbouwd tot pekelwagens. De wagens waren hierdoor niet meer beschikbaar voor de normale dienst, maar konden nog wel als instructiewagen worden gebruikt. In december 2011 waren alle wagens gereed. Op 30 januari en 3 februari 2012 werden alle pekeltrams voor het eerst preventief ingezet.
Begin juli 2013 besloot de HTM om vier nieuwe pekeltrams te laten verbouwen uit de eerste GTL-serie. De vier oude pekeltrams waren versleten en er kon niet meer mee gereden worden. De vier nieuwe pekeltrams werden voorzien van de pekeltanks van de vier oude pekeltrams, maar ze kregen een verbeterde technologie om te voorkomen dat er storingen zouden optreden. Verder kregen de pekeltrams aan de binnenkant nieuwe LED-lampen, werden ze voorzien van een zachte neus en werd er een sneeuwschuiver aangebracht. Verder werd de tweede pantograaf op de B-bak weer teruggeplaatst, werden ze voorzien van een donkere folie op de ramen, behalve bij de voor- en achterruit en kwam er een nieuw kleurenschema. Ze werden voorzien van een gele basiskleur en een grijze kleur tussen de ruiten, op de deuren en op de schortplaten. De 3009, 3011, 3024 en 3044 werden uit de dienst gehaald en zijn niet meer beschikbaar in de normale (= passagiers) dienst. Na de verbouwing werden de vier oude pekeltrams eind september 2013 afgevoerd.

## Vergelijking met ander trammaterieel
De GTL8 is een geslaagd tramtype dat jarenlang zonder problemen heeft gefunctioneerd. Vergeleken met andere tramtypen uit dezelfde periode biedt de GTL8 een groter aantal zitplaatsen en meer comfort met als nadeel de vrij krappe steek tussen de zitplaatsen. De elektronica was in de jaren tachtig en negentig - dankzij de chopper-sturing - zeer modern. Door de combinatie met beproefde PCC-technologie kwamen kinderziekten nauwelijks voor en konden de nog in goede staat verkerende componenten (draaistellen en elektromotoren) hergebruikt worden. Toen zij op leeftijd kwamen bleek dat laatste tevens de achilleshiel van deze trams.
Daarnaast voldoen zij door het ontbreken van een lagevloergedeelte niet meer aan eigentijdse eisen. Bij de nabestelling van de 47 rijtuigen GTL8-II heeft men niet gekozen voor een verlaagde middenbak, zoals dat in die periode wel gebeurde bij de vergelijkbare Amsterdamse 11G/12G-trams.

## Toekomst en vervanging
HTM stelde dat het oudste materieel dat in 2011 nog in gebruik was, de geplande technische levensduur inmiddels had bereikt, relatief storingsgevoelig was en steeds meer onderhoud vergde. Dit betrof de GTL-I serie 3001-3100. Deze zouden vervangen moeten worden maar om verschillende redenen was deze vervanging uitgesteld en bleef een deel van deze trams nog tot circa 2017 in dienst. Dit was mogelijk door het uitvoeren van levensduurverlengend onderhoud. Met dit onderhoud werd in 2010 gestart en afgerond in 2012. Tijdens dit onderhoud werd niet alleen de techniek van de trams onder handen genomen maar kregen deze ook een nieuw front met zachte neus.
De tweede serie, GTL-II serie 3101-3147, uit 1992/1993, heeft de helft van de geplande levensduur bereikt. Voor deze trams is een omvangrijk onderhoudsprogramma voorbereid. De start van de uitvoering vond plaats na afronding van het levensduurverlengend onderhoud van de eerste serie.
Op 18 november 2011 werd bekendgemaakt dat er 40 trams uit de serie 3000 door Siemens Avenio worden vervangen. De oudste wagens waren toen 30 jaar oud, hun draaistellen en elektromotoren voor een deel (bij de 3066-3100) nog veel ouder (circa 40 jaar). De resterende trams uit de serie 3000 en de serie 3100 worden uiterlijk tussen 2026 en 2028 vervangen door Stadler TINA.

### Afvoer

#### 2011-2013

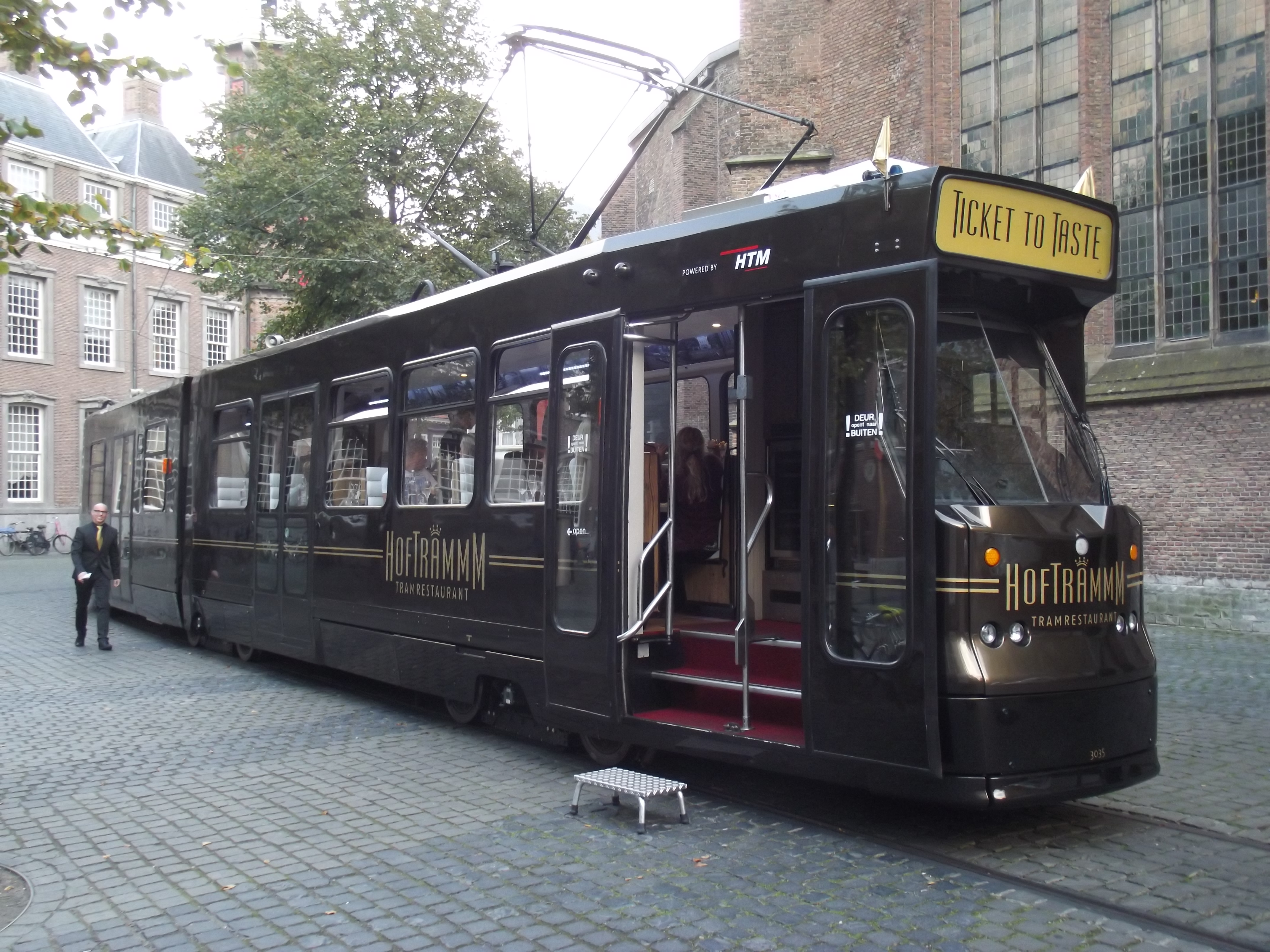
De 3035 is verbouwd tot restauranttram. De 'Hoftrammm' op de keerlus bij de Grote Kerk, vertrekpunt voor een gezelschap; 27 september 2014.

Eind oktober 2011 werden de 3003, 3007 en 3051, als eerste trams van deze serie, dertig jaar na aflevering, afgevoerd naar de sloper. Begin januari 2012 werden zij gesloopt. In juli 2013 werden de 3018, 3020, 3023, 3029, 3030, 3036, 3039, 3040, 3041 en 3096 afgevoerd en tijdelijk opslagen in een opslag op een bedrijventerrein in Groot Ammers. Eind september 2013 werden de 3005, 3027, 3031 en 3034 afgevoerd. In 2016 werden deze trams uiteindelijk naar een recyclingbedrijf overgebracht.
In 2013 werd de 3035 verbouwd tot een rijdend restaurant, de 'Hoftrammm'.

#### 2014-2016
In juli 2014 ging de 3081 na een aanrijding naar de opslag, terwijl de 3018 terugkeerde. Eind oktober 2015 werden de 3006, 3012, 3016, 3021, 3026, 3032 en 3055 afgevoerd naar de opslag. In november 2015 volgden de 3018, 3022, 3028, 3033 en 3046. In februari 2016 gingen de 3004 en 3037 naar de opslag. De kopbak van de 3004 is verbouwd tot keuken voor restaurant Trammmhuys in Voorburg.
Tot de indienststelling van de eerste Avenio's eind 2015 waren nog 68 van de 100 GTL's uit de eerste serie aanwezig. Hiervan werden de wagens zonder zachte neus (3001, 3002, 3008, 3010, 3013, 3014, 3015, 3017, 3019, 3025, 3038, 3042, 3043, 3047 en 3049) na de instroom van de Avenio's buiten dienst gesteld en geleidelijk afgevoerd. In september 2016 reden zij voor het laatst in de lijndienst en kwamen in de mottenballenvloot. De nog aanwezige wagens met zachte neus hadden een leeftijd van 33 tot 35 jaar.

#### 2017
Op 1 januari 2017 waren er in Den Haag nog 116 GTL's aanwezig, waarvan 96 dienstvaardig en beschikbaar voor de dienst op de lijnen 1, 6, 12, 15 en 16: 3045, 3048, 3050, 3052-3054, 3056-3080, 3082-3095, 3097-3100, 3101-3147.
Vanaf januari 2017 werden uiteindelijk de 3004, 3005, 3006, 3012, 3016, 3021, 3022, 3023, 3026, 3028, 3031, 3033, 3037, 3046, 3055 en 3081 van de opslagplaats in Groot Ammers (of Rijswijk) naar het recyclingbedrijf overgebracht. De 3002, 3008, 3010, 3013, 3014, 3015, 3017, 3019, 3025, 3038, 3042, 3043, 3047, 3048, 3049, 3053, 3056, 3061, 3078 en 3087 volgden daarna tot het einde van 2017 en werden geleidelijk vanuit Den Haag rechtstreeks overgebracht naar een recyclingbedrijf. Deze trams werden gesloopt. Bruikbare onderdelen, waaronder de draaistellen, konden nog gebruikt worden voor de resterende wagens (3066-3100 werden bij de bouw op oude draaistellen van de PCC's serie 1300 en 2100 geplaatst).
Vanaf 3 april 2017 doen de GTL's alleen nog dienst op de lijnen 1, 6, 12 en 16. Vanaf april 2017 werden de 3053, 3054, 3056, 3058, 3061, 3062, 3063, 3064, 3066, 3067, 3068, 3069, 3075, 3076, 3078, 3079, 3082, 3084, 3085, 3087, 3091, 3094, 3097 en 3099 niet meer ingezet in de reguliere dienst. In juni 2017 volgt de 3053 en in september 2017 de 3048. Deze trams werden geleidelijk vanuit Den Haag rechtstreeks overgebracht naar een recyclingbedrijf. In december 2017 waren er nog 71 GTL's in de reguliere dienst en vijf GTL's voor speciale diensten (3009, 3011, 3024 en 3044 (pekeltrams) en 3035 (Hoftrammm)).

#### 2018
In de loop van 2018 werden de 3054, 3058, 3059, 3062, 3063, 3064, 3066, 3067, 3068, 3069, 3075, 3076, 3079, 3082, 3084, 3085, 3091, 3094, 3097 en 3099 naar de sloper overgebracht.

#### 2019
Op 2 januari 2019 werd de 3001, die op 27 februari 1981 als eerste GTL in Den Haag arriveerde, na ruim 2 jaar stilstand afgevoerd richting een recyclingbedrijf.

#### 2022
In de loop van 2022 werden de 3057, 3060, 3070, 3077, 3083, 3088, 3100 en 3129 naar de sloper overgebracht.

#### 2023
In de loop van 2023 werden de 3074, 3102, 3107, 3123, 3139 en 3141 naar de sloper overgebracht.

### Wagenpark 2025
Er zijn nog 55 GTL's beschikbaar voor de passagiersdienst:
- in de serie 3000 14 tramstellen: 3045, 3050, 3052, 3065, 3071, 3072, 3080, 3086, 3089, 3090, 3092, 3093, 3095 en 3098;
- in de serie 3100 41 tramstellen: 3101, 3103-3106, 3108-3122, 3124-3128, 3130-3138, 3140, 3142-3147.

Deze rijden op de lijnen 1, 6, 10 en 12. De resterende 3000-en, waarvan de oudste in het jaar 1982 is afgeleverd, en de 3130, 3132 en 3133 rijden voornamelijk op de lijn 6 in verband met de aanwezigheid van een automatische rem ingreep (ARI) voor in de tramtunnel, maar ook beperkt op lijn 1, 10 en 12.

## Galerij

Interieur GTL8-I
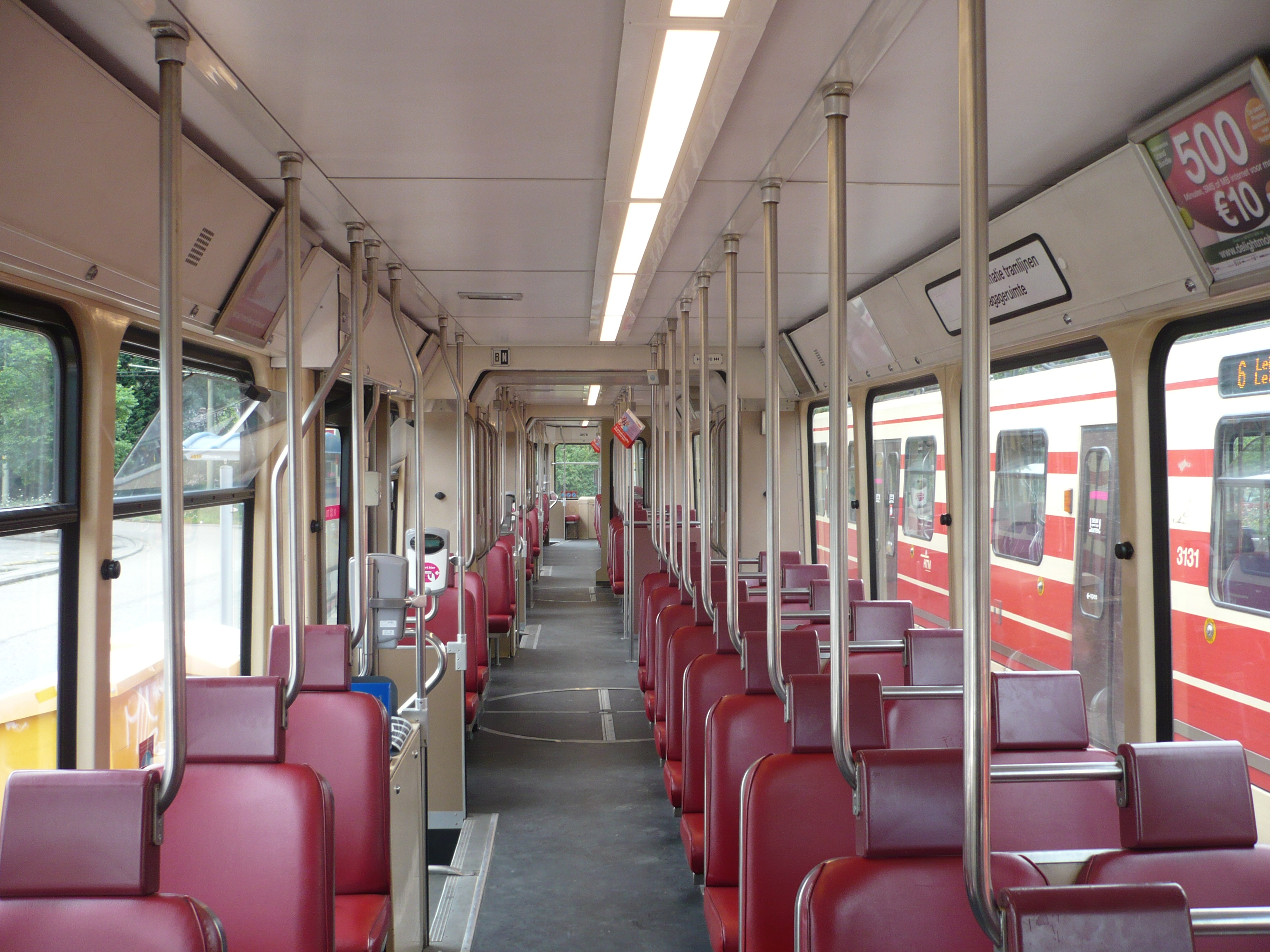
Interieur bak A
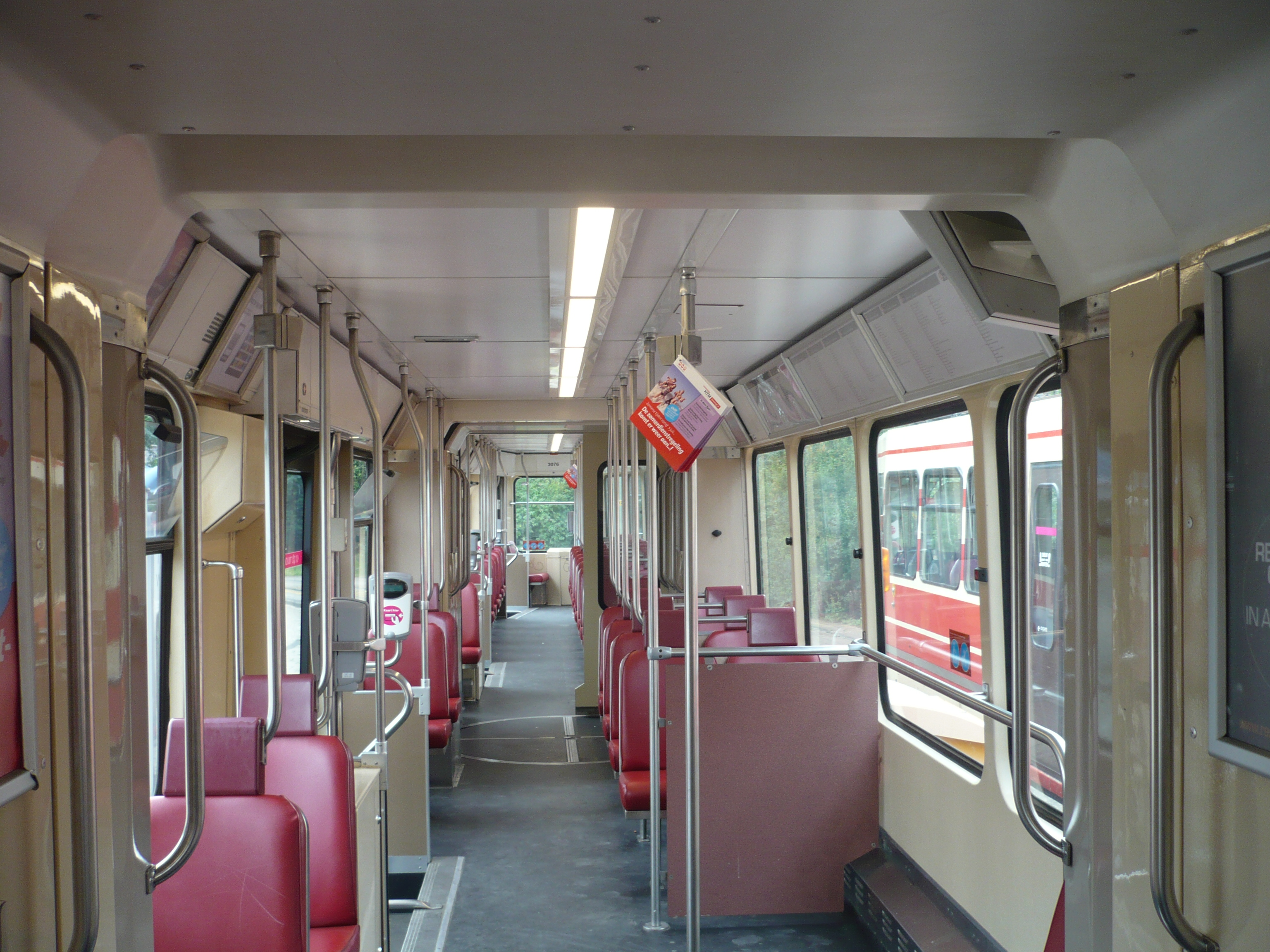
Bagageafdeling bak C
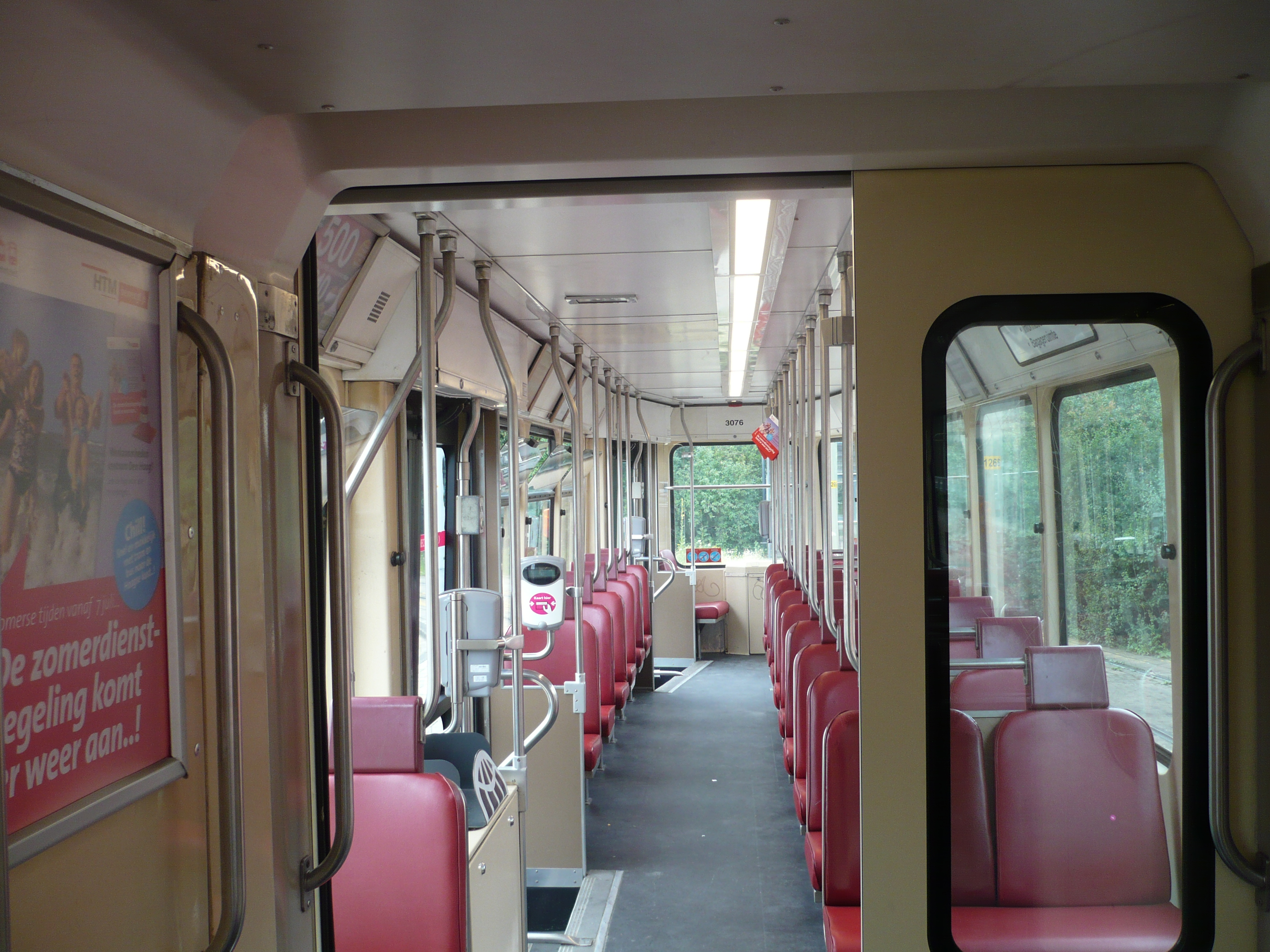
Interieur bak B
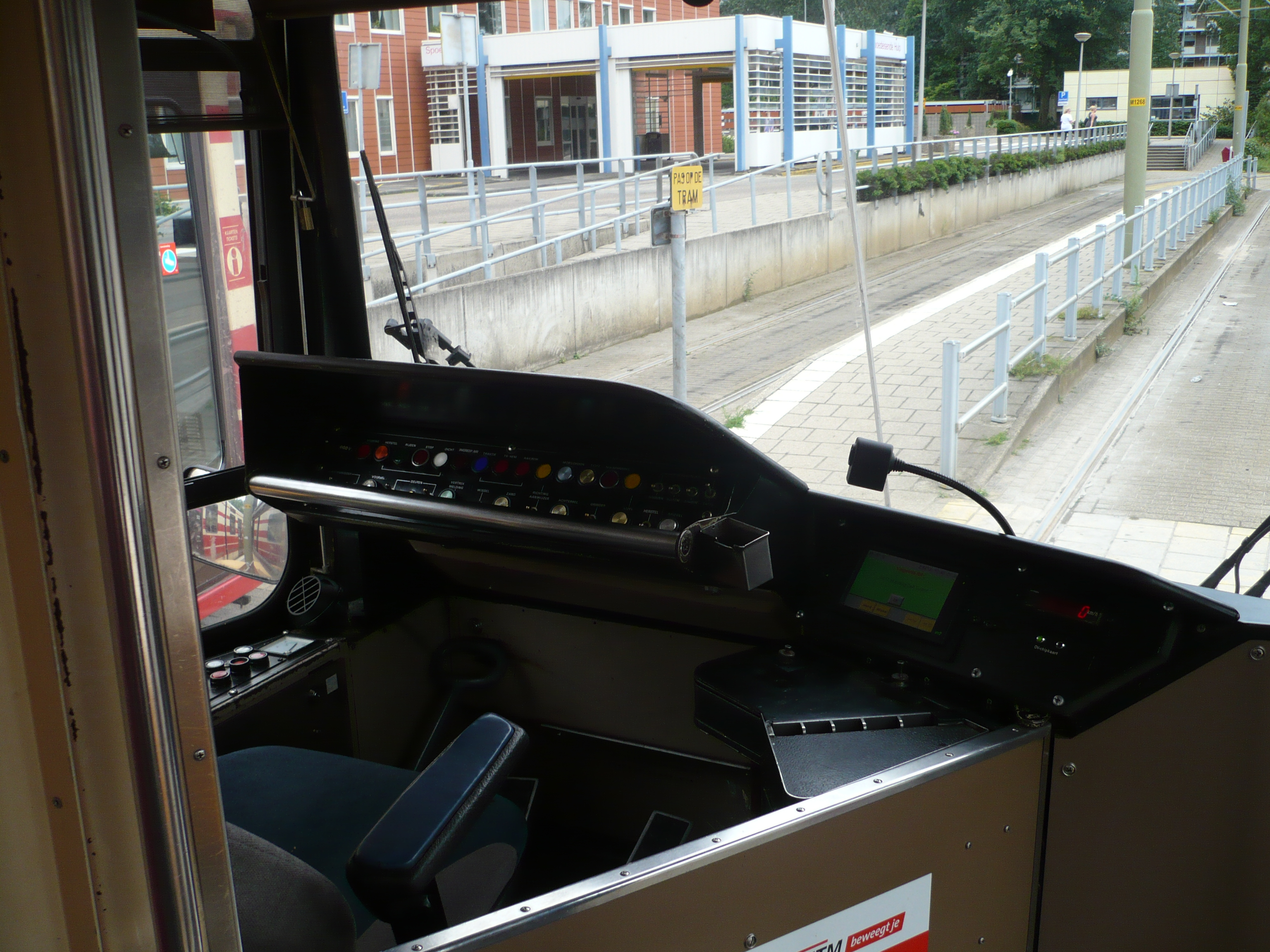
Stuurpost

Interieur GTL8-II
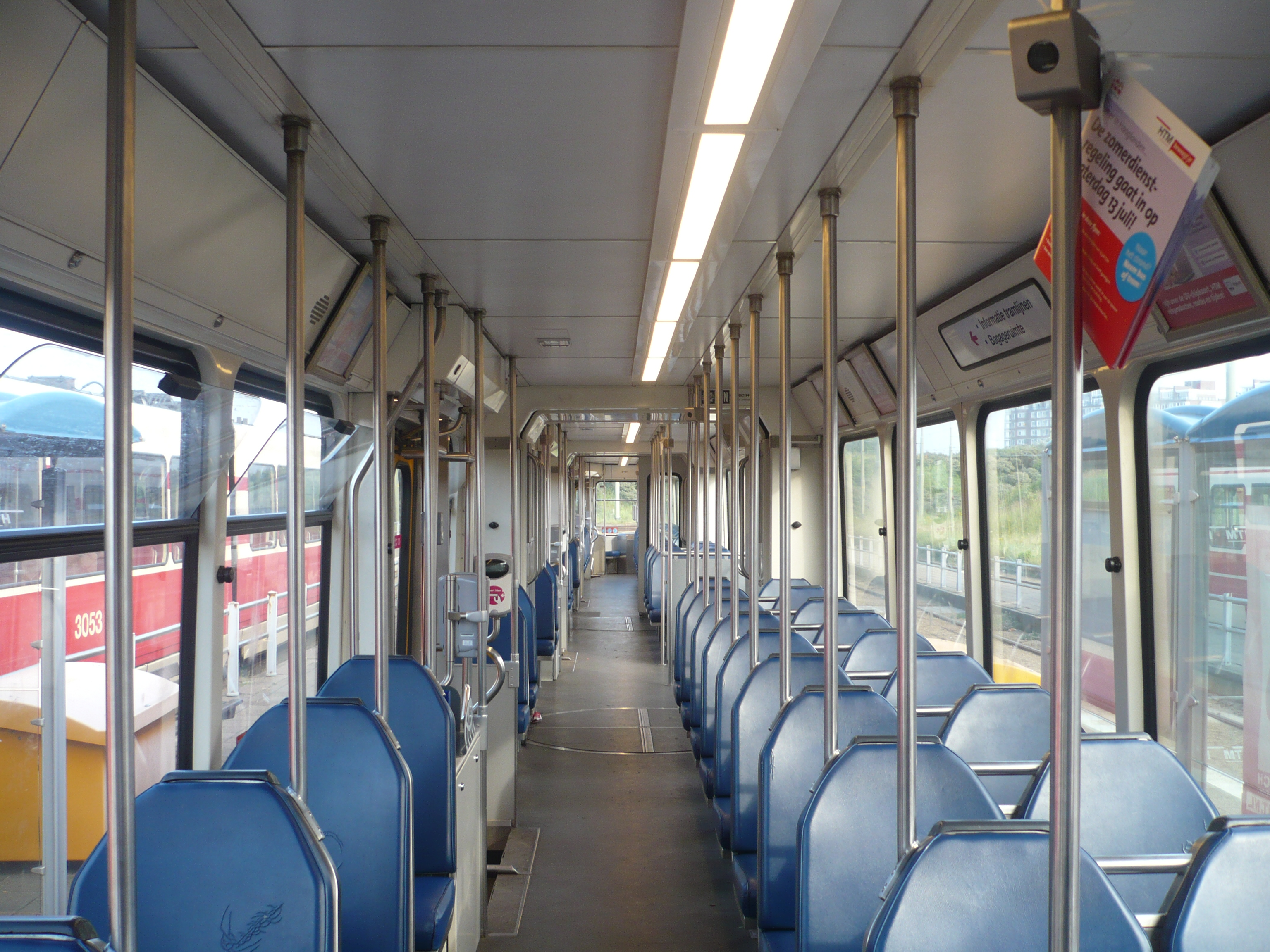
Originele interieur bak A
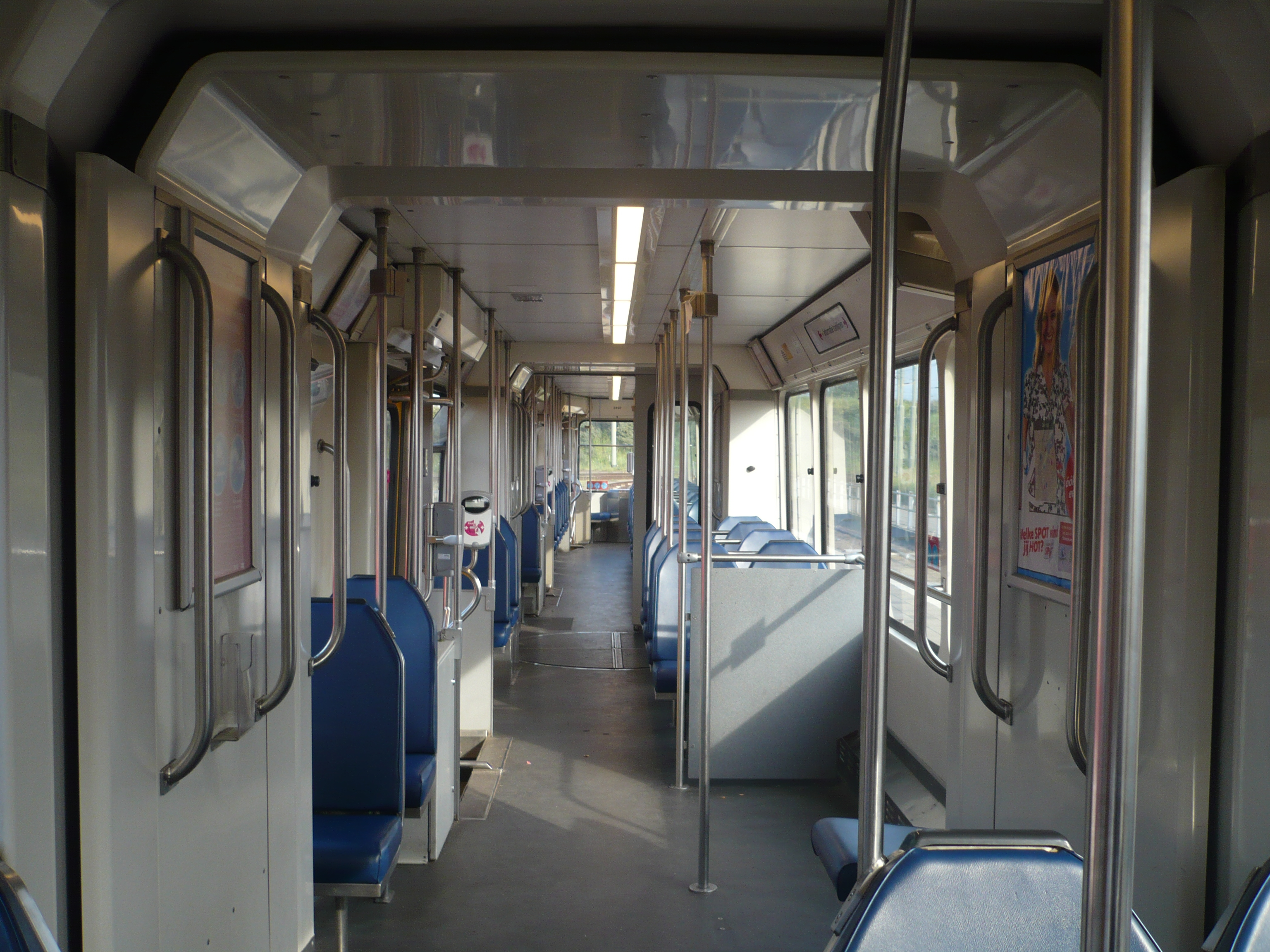
Originele bagageafdeling bak C
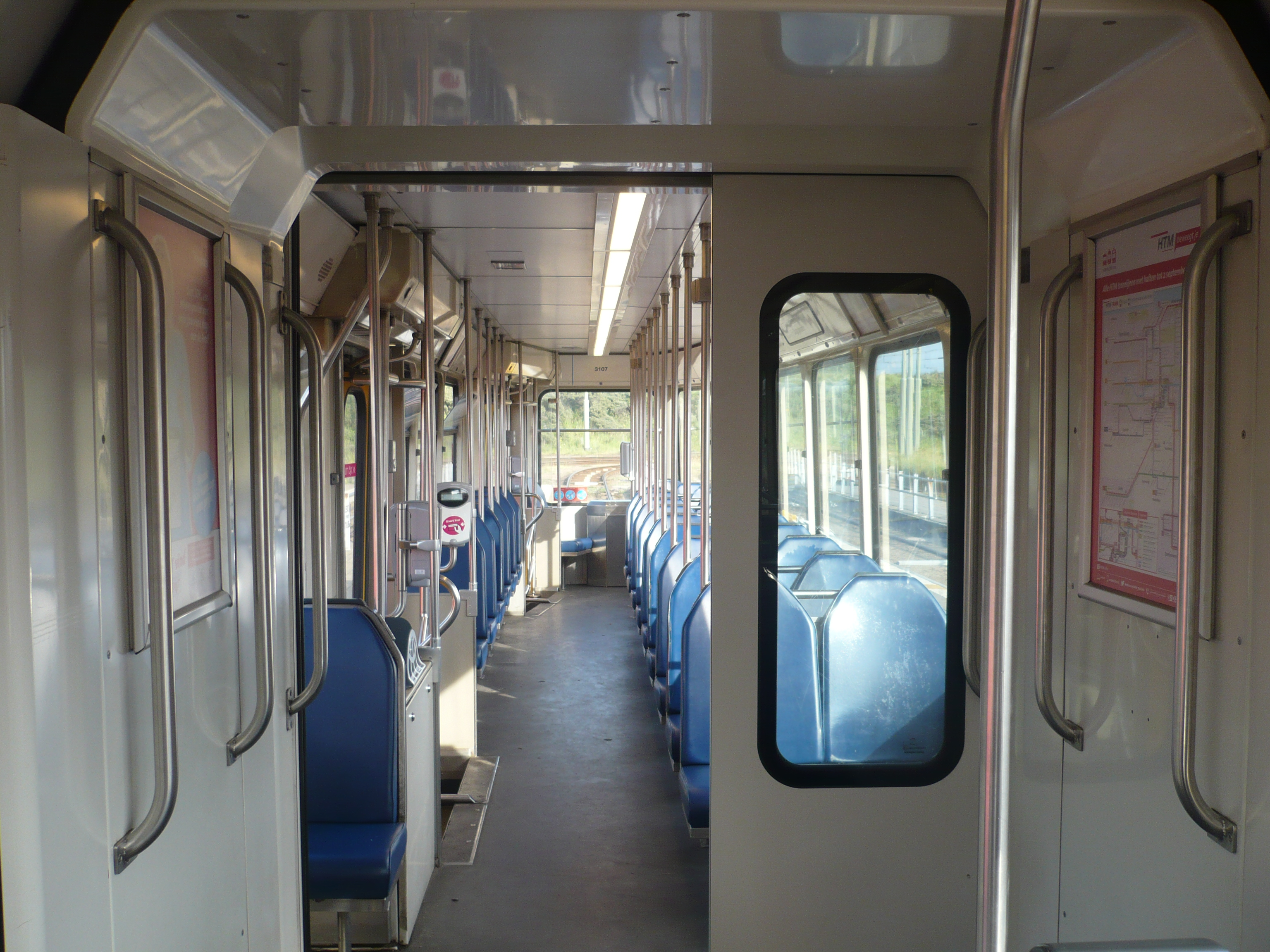
Originele interieur bak B

Vernieuwde interieur GTL8-II
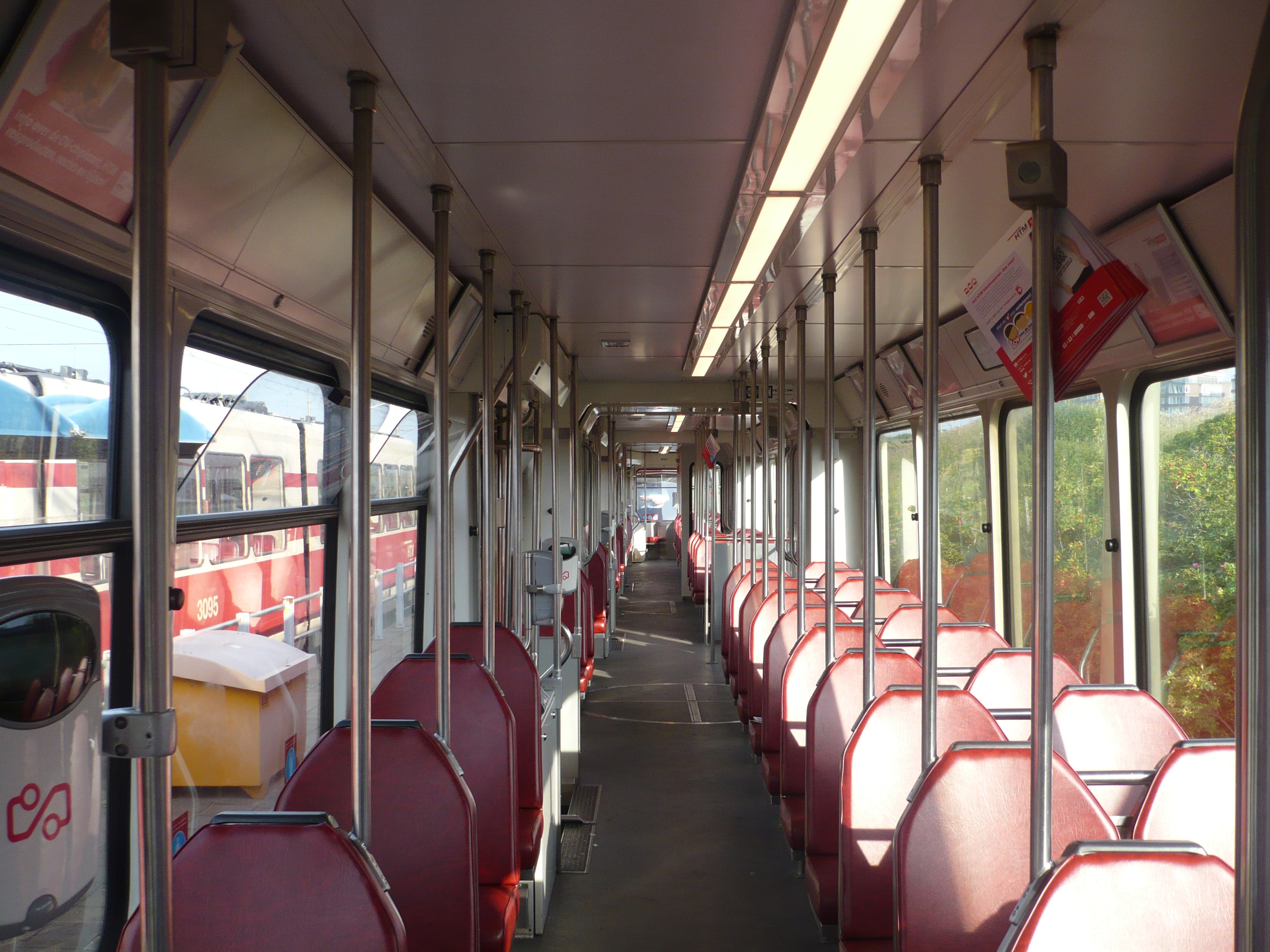
Vernieuwde interieur bak A
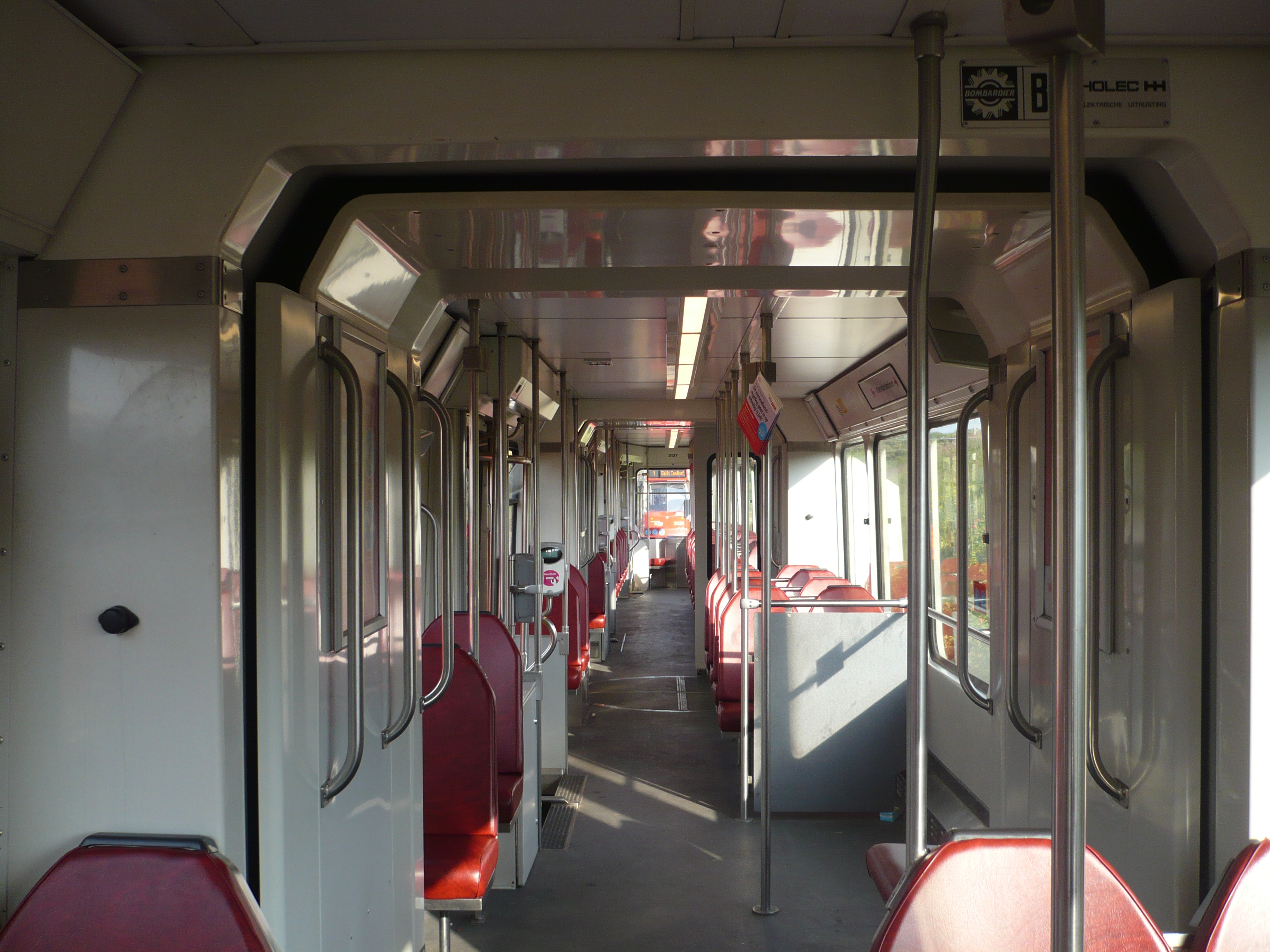
Vernieuwde bagageafdeling bak C
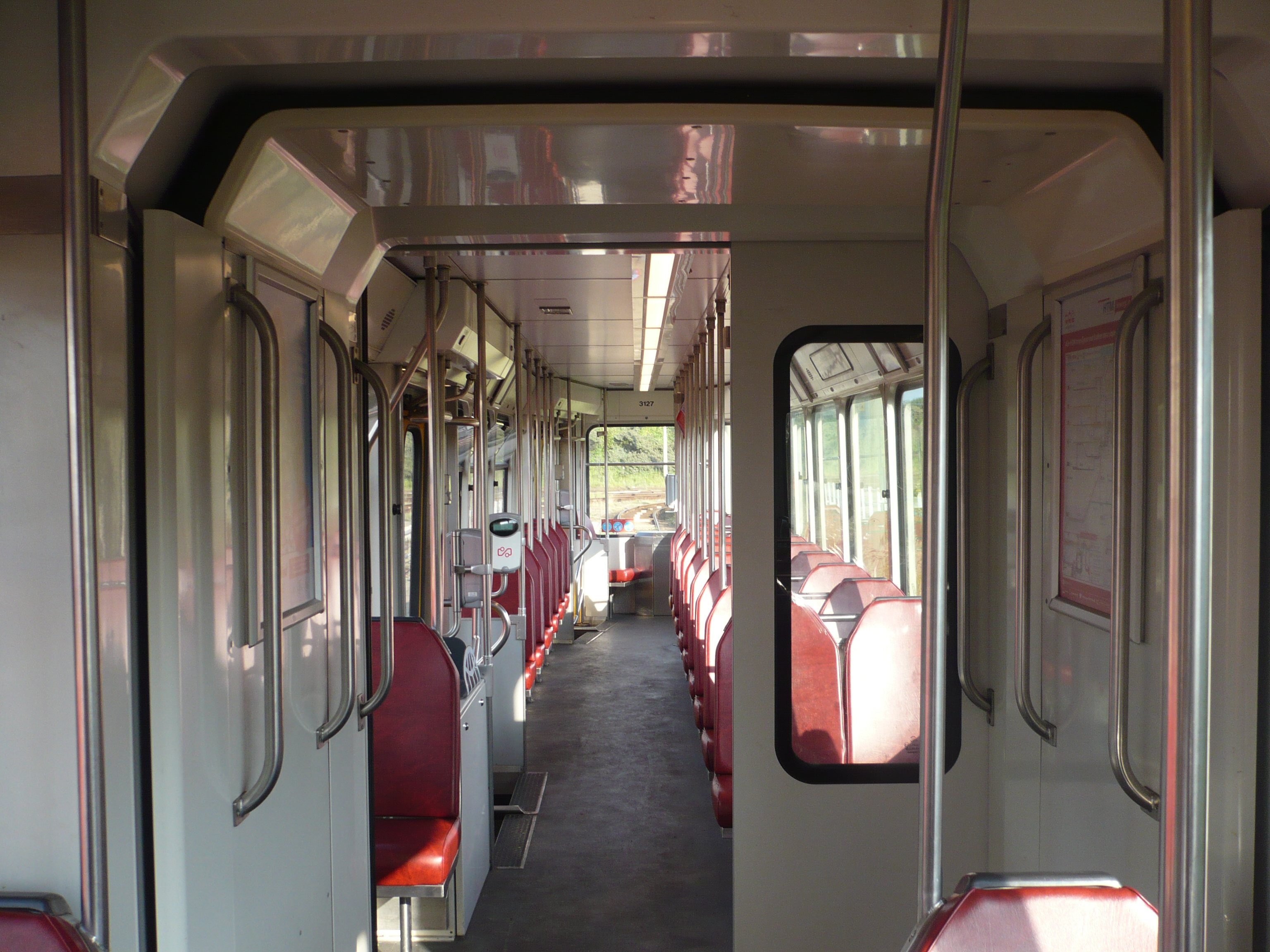
Vernieuwde interieur bak B met afscheidwand
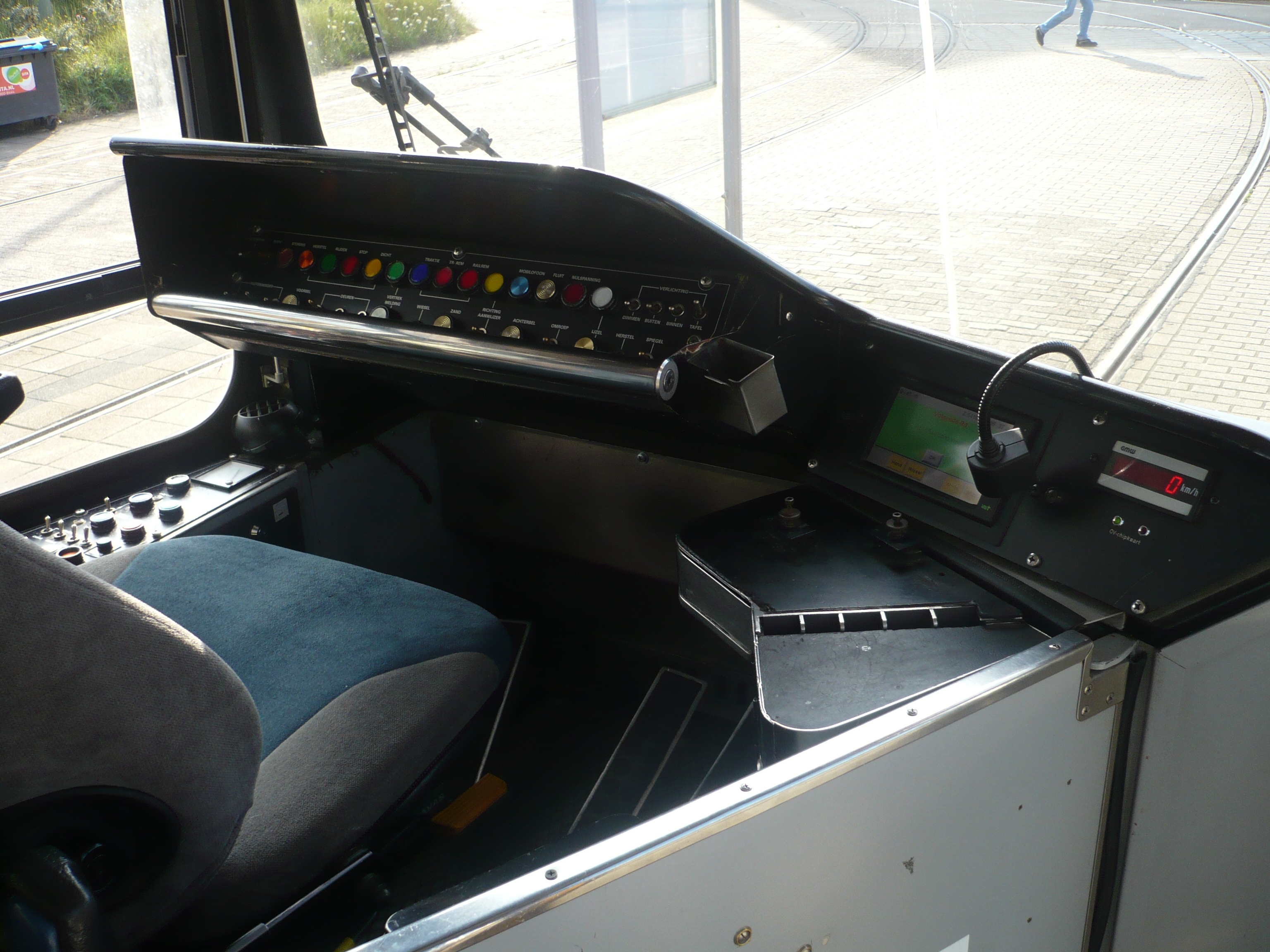
Stuurpost
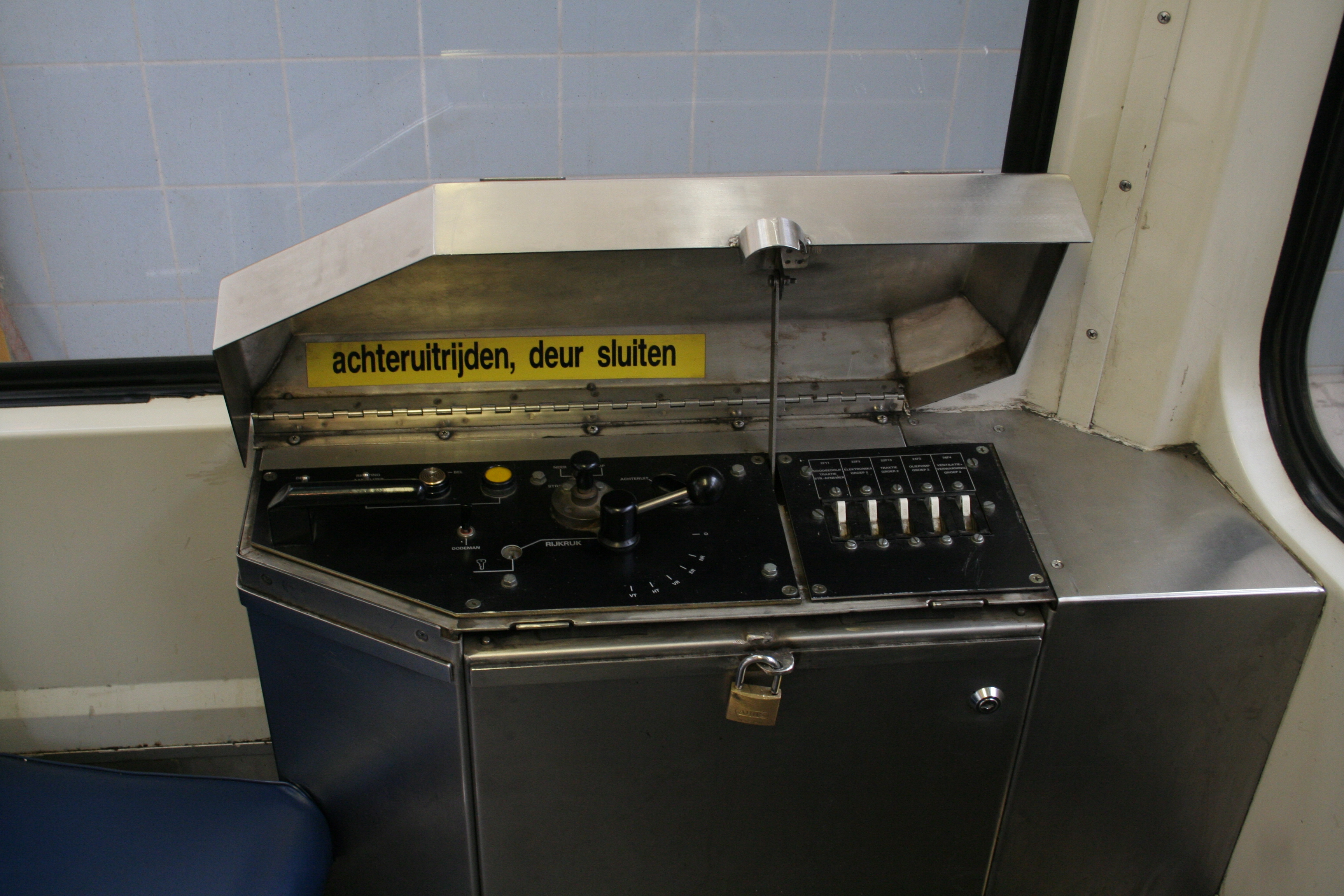
Hulpstuurpost aan de achterkant

Buitenkant GTL8
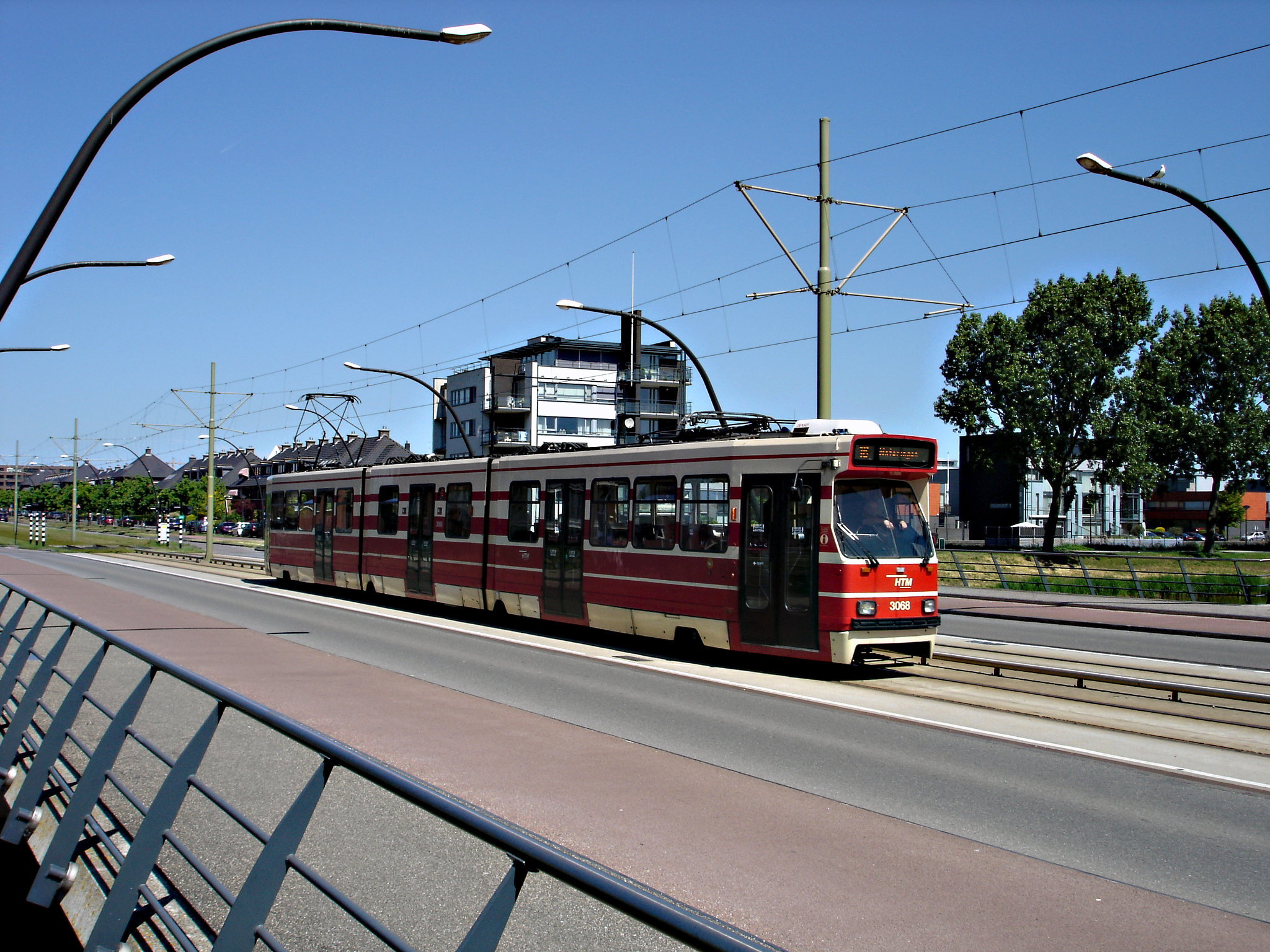
GTL 3068 in Wateringse Veld met nieuwe matrixaanduiding en stroomafname door de achterbeugel; juni 2010.
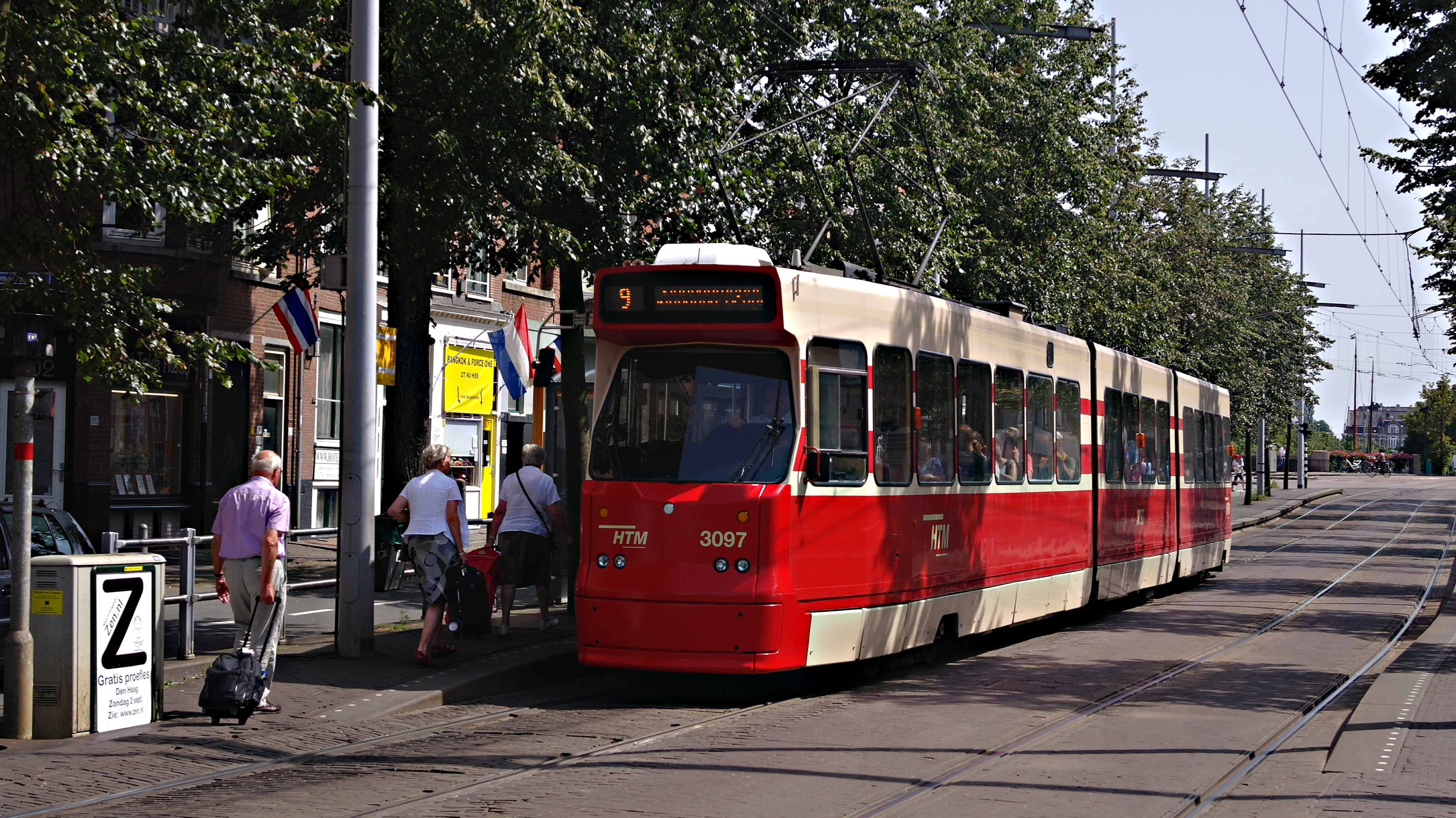
GTL 3097 op lijn 9. De wagen heeft een LVO (LevensVerlengend Onderhoud) ondergaan. Daarvan zichtbaar zijn een zachte neus, LED-verlichting en een nieuw kleurenschema. Halte Bierkade/Spui; augustus 2012.
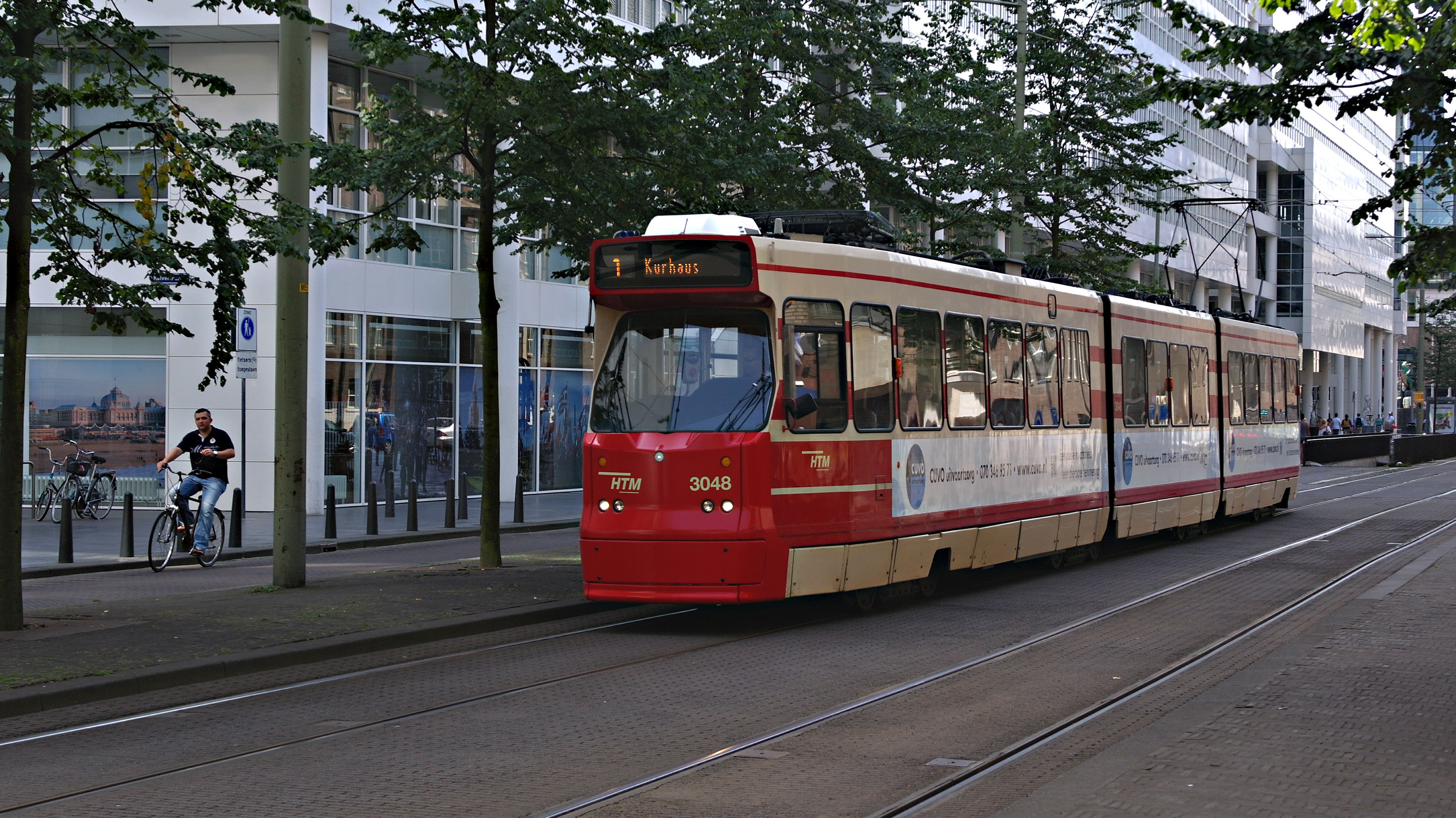
GTL 3048 op een extra rit van lijn 1. GTL's die een zachte neus hebben gekregen reden soms nog enige tijd in de oude kleurencombinatie rond. Opvallend is het gebruik van de achterste stroomafnemer. Kalvermarkt; augustus 2012.